# Lijst van beschermd onroerend erfgoed in Brussel
Een overzicht van het beschermde onroerend erfgoed in de gemeente Brussel. Het beschermd onroerend erfgoed maakt deel uit van het cultureel erfgoed in België.

## Vijfhoek
| Object | Datum beschermd?                     | Bouwjaar/architect                                                                     | Stijl                                               | Typologie                            | Adres | Coördinaten | Id-nummer?    | Afbeelding |
| --- | ------------------------------------ | -------------------------------------------------------------------------------------- | --------------------------------------------------- | ------------------------------------ | --- | ----------- | ------------- | --- |
| Voormalige opslagplaatsen van de Grands Magasins de la Bourse                                                           | 18/5/1998                            | 1924 M. Heyninx                                                                        | Industriële architectuur                            | Opslagplaats                         | Aalststraat 7 - 11 |             | 2043-0403/0   | Voormalige opslagplaatsen van de Grands Magasins de la Bourse                                                           |
| Neoclassicistisch huis                                                                                                  | 30/06/1994                           |                                                                                        | Neoclassicisme                                      | Huis                                 | ACCOLAYSTRAAT 15 |             | 2043-0207/0   | Neoclassicistisch huis                                                                                                  |
| Neoclassicistisch huis                                                                                                  | 30/06/1994                           |                                                                                        | Neoclassicisme                                      | Huis                                 | ACCOLAYSTRAAT 17 |             | 2043-0208/0   | Neoclassicistisch huis                                                                                                  |
| Hier ist in den Kater en de Kat                                                                                         | 15/10/1992                           | 1874 Henri Beyaert                                                                     | Neo-Vlaamse renaissance                             | Opbrengstgoed                        | ADOLPHE MAXLAAN 1 - 3 |             | 2043-0227/0   | Hier ist in den Kater en de Kat                                                                                         |
| Eclectisch opbrengsthuis                                                                                                | 28/04/1994                           | 1872 Félix LAUREYS                                                                     | Eclecticisme                                        | Handels- en opbrengsthuis            | ADOLPHE MAXLAAN 11 - 17 |             | 2043-0228/0   | Eclectisch opbrengsthuis                                                                                                |
| Eclectisch opbrengsthuis                                                                                                | 28/04/1994                           | 1875 Adolphe VANDERHEGGEN                                                              | Eclecticisme                                        | Handels- en opbrengsthuis            | ADOLPHE MAXLAAN 28 - 34 |             | 2043-0229/0   | Eclectisch opbrengsthuis                                                                                                |
| Voormalige cinema Marivaux                                                                                              | 28/05/1998                           | 1923 LORANT-HEILBRON, Gustave HUBRECHT                                                 | Art deco                                            | Bioskoop                             | ADOLPHE MAXLAAN 104 - 106 |             | 2043-0479/0   | Voormalige cinema Marivaux                                                                                              |
| Voormalige cinema Plaza                                                                                                 | 23/07/1992                           | 1928-1931 A. Hoch en Michel Polak                                                      | Art deco                                            | Bioskoop                             | ADOLPHE MAXLAAN 118 |             | 2043-0233/0   | Voormalige cinema Plaza                                                                                                 |
| Classicistisch opbrengsthuis                                                                                            | 28/04/1994                           | 1873 L. VAN AUTGAERDEN                                                                 | Classicisme                                         | Handels- en opbrengsthuis            | ADOLPHE MAXLAAN 142 - 144 |             | 2043-0230/0   | Classicistisch opbrengsthuis                                                                                            |
| Oktrooipaviljoenen van de Anderlechtse poort                                                                            | 22/04/1999                           | 1836 AUGUSTE-JEAN-JOSEPH PAYEN                                                         | Neoclassicistisch                                   | Architecturaal geheel                | ANDERLECHTSEPOORT 1 - 2 |             | 2043-0462/0   | Oktrooipaviljoenen van de Anderlechtse poort                                                                            |
| Eclectisch opbrengsthuis                                                                                                | 28/04/1994                           | 1872 Gédéon Bordiau                                                                    | Neobarok, Eclecticisme                              | Handels- en opbrengsthuis            | KIEKENMARKT 16 - 20, ANSPACHLAAN 59 - 61 |             | 2043-0221/0   | Eclectisch opbrengsthuis                                                                                                |
| Etablissement Au Suisse                                                                                                 | 17/02/2011                           | 1882                                                                                   | Modernisme, Neoclassicistisch                       | Winkel                               | ANSPACHLAAN 73 - 75 |             | 2043-0735/0   | Etablissement Au Suisse                                                                                                 |
| Eclectisch opbrengsthuis                                                                                                | 28/04/1994                           | 1874 Emile Janlet                                                                      | Eclecticisme                                        | Handels- en opbrengsthuis            | ANSPACHLAAN 78 |             | 2043-0222/0   | Eclectisch opbrengsthuis                                                                                                |
| Beurs voor Publieke Fondsen en de omgeving                                                                              | 19/11/1986                           | 1868-1873 Léon-Pierre Suys                                                             | Neo-Italiaanse renaissance                          | Gebouw en omgeving                   | HENRI MAUSSTRAAT 0, BEURSSTRAAT 0, ZUIDSTRAAT 0, ANSPACHLAAN 80 |             | 2043-0115/0   | Beurs voor Publieke Fondsen en de omgeving                                                                              |
| Cinema Pathé-Palace | 27/03/1997                           | 1913 Paul Hamesse                                                                      | Art nouveau                                         | Spektakelzaal                        | ANSPACHLAAN 85 - 85 |             | 2043-0476/0   | Cinema Pathé-Palace |
| Middeleeuwse brug over oude Zenne-arm                                                                                   | 14/07/1994                           |                                                                                        |                                                     | Brug                                 | ANSPACHLAAN 159 |             | 2043-0198/0   | |
| Pharmacie du Bon Secours                                                                                                | 21/12/1995                           | 1904 Paul Hamesse                                                                      | Art nouveau                                         | Apotheek                             | BIJSTANDSSTRAAT 0, ANSPACHLAAN 160 |             | 2043-0304/0   | Pharmacie du Bon Secours                                                                                                |
| Traditioneel huis | 09/10/2003                           |                                                                                        | Traditionele architectuur                           | Opslagplaats                         | ARDUINKAAI 20 |             | 2043-0633/0   | Traditioneel huis |
| Traditioneel huis | 21/11/2007                           |                                                                                        | Traditionele architectuur                           | Traditioneel huis, Anc. Rég.         | ARDUINKAAI 21 |             | 2043-0804/0   | Traditioneel huis |
| Voormalige opslagplaats Stiel & Rothschild                                                                              | 30/04/1998                           | 1926 A. WARNY                                                                          | Art deco                                            | Opslagplaats                         | ARDUINKAAI 28 - 29 |             | 2043-0406/0   | Voormalige opslagplaats Stiel & Rothschild                                                                              |
| Voormalig warenhuis Wolfers Frères                                                                                      | 01/10/1981                           | 1909 Victor Horta                                                                      | Art nouveau                                         | Winkel                               | ARENBERGSTRAAT 11 - 13 |             | 2043-0074/0   | Voormalig warenhuis Wolfers Frères                                                                                      |
| Sint-Antonius van Paduakerk en het aangrenzend klooster                                                                 | 16/10/2003                           | 1868-1873 P.J.H. Cuypers                                                               | Neogotisch                                          | Kerk                                 | ARTESIESTRAAT 17 - 19 |             | 2043-0652/0   | Sint-Antonius van Paduakerk en het aangrenzend klooster                                                                 |
| Overblijfselen van de eerste stadsomwalling van Brussel (muur)                                                          | 14/07/1994                           |                                                                                        |                                                     | Vestingen                            | ARTEVELDESTRAAT 45 |             | 2043-0258/0   | |
| Geheel van twee traditionele huizen                                                                                     | 12/06/2003                           | 1773                                                                                   | Traditionele architectuur                           | Traditionele huizen                  | BAKSTEENKAAI 14 - 16 |             | 2043-0639/0   | Geheel van twee traditionele huizen                                                                                     |
| Traditioneel huis | 19/05/2005                           |                                                                                        | Traditionele architectuur                           | Traditioneel huis, Anc. Rég.         | BAKSTEENKAAI 62, NAAM JEZUSSTRAAT 0 |             | 2043-0291/1   | Traditioneel huis |
| Huizen rond het Barricadenplein                                                                                         | 08/08/1988                           |                                                                                        | Neoclassicisme                                      | Herenhuis                            | OMWENTELINGSSTRAAT 0, BARRICADENPLEIN 1 - 13 |             | 2043-0122/0   | Huizen rond het Barricadenplein                                                                                         |
| Traditioneel huis | 20/09/2001                           |                                                                                        | Traditionele architectuur                           | Traditioneel huis, Anc. Rég.         | BEENHOUWERSSTRAAT 7 - 9 |             | 2043-0569/0   | Traditioneel huis |
| Traditioneel huis | 20/09/2001                           | 1695                                                                                   | Barok                                               | Traditioneel huis, Anc. Rég.         | BEENHOUWERSSTRAAT 34 |             | 2043-0584/0   | Traditioneel huis |
| Traditioneel huis | 20/09/2001                           |                                                                                        | Traditionele architectuur                           | Traditioneel huis, Anc. Rég.         | BEENHOUWERSSTRAAT 36 |             | 2043-0585/0   | Traditioneel huis |
| Traditioneel huis | 20/09/2001                           | 1696                                                                                   | Traditionele architectuur                           | Traditioneel huis, Anc. Rég.         | BEENHOUWERSSTRAAT 67 |             | 2043-0590/0   | Traditioneel huis |
| Sint-Jan de Doperkerk - Begijnhofkerk                                                                                   | 05/03/1936                           | 1657-1676                                                                              | Barok                                               | Kerk                                 | BEGIJNHOF 0 |             | 2043-0002/0   | Sint-Jan de Doperkerk - Begijnhofkerk                                                                                   |
| Geheel van huizen in de begijnhofwijk                                                                                   | 03/07/2008                           | 1828 H.L.F. Partoes                                                                    | Neoclassicistisch                                   | Architecturaal geheel                | BEGIJNHOFSTRAAT 5 - 13, GROOTGODSHUISSTRAAT 4 - 30, FERMERIJSTRAAT 1 - 8 |             | 2043-0114/1   | Geheel van huizen in de begijnhofwijk                                                                                   |
| Begijnenhuizen | 08/08/1988                           | 1823 H.L.F. Partoes                                                                    | Neoclassicisme                                      | Huis                                 | BEGIJNHOFSTRAAT 15 - 17 |             | 2043-0149/0   | Begijnenhuizen |
| Traditioneel huis | 23/01/2003                           |                                                                                        | Traditionele architectuur                           | Traditioneel huis, Anc. Rég.         | BERGSTRAAT 10 |             | 2043-0601/0   | Traditioneel huis |
| Café Le Cirio | 03/03/2011                           | 1883-1886 Charles Gys                                                                  | Eclecticisme                                        | Café                                 | BEURSSTRAAT 18 - 20 |             | 2043-0452/0   | Café Le Cirio |
| Bijstandsstraat | 30/04/2003                           |                                                                                        |                                                     | Openbare weg                         | BIJSTANDSSTRAAT 0 |             | 2043-0641/0   | Bijstandsstraat |
| Traditioneel huis en bijgebouw                                                                                          | 22/05/1997                           |                                                                                        | Traditionele architectuur                           | Traditioneel huis, Anc. Rég.         | BIJSTANDSSTRAAT 9 - 11 |             | 2043-0485/0   | Traditioneel huis en bijgebouw                                                                                          |
| Voormalig klooster van de Arme Klaren                                                                                   | 05/07/2001                           | 1501-1795                                                                              | Neoclassicistisch                                   | Klooster                             | VANDER ELSTSTRAAT 0, BLOEMENSTRAAT 3 |             | 2043-0285/0   | Voormalig klooster van de Arme Klaren                                                                                   |
| Voormalige brouwerij Van Dooren                                                                                         | 12/03/1998                           |                                                                                        | Industriële architectuur                            | Brouwerij                            | ONZE-LIEVE-VROUW VAN VAAKSTRAAT 2, PAPENVEST 0, BLOEMENHOFPLEIN 5 |             | 2043-0418/0   | Voormalige brouwerij Van Dooren                                                                                         |
| Traditioneel huis | 27/10/2005                           |                                                                                        | Traditionele architectuur                           | Traditioneel huis, Anc. Rég.         | BODENBROEKSTRAAT 6 |             | 2043-0614/0   | Traditioneel huis |
| Neoclassicistisch huis                                                                                                  | 27/10/2005                           | 1840                                                                                   | Neoclassicistisch                                   | Herenhuis                            | BODENBROEKSTRAAT 8 A - 8 |             | 2043-0705/0   | Neoclassicistisch huis                                                                                                  |
| Neoclassicistisch huis                                                                                                  | 27/10/2005                           | 1867                                                                                   | Neoclassicistisch                                   | Huis                                 | BODENBROEKSTRAAT 10 |             | 2043-0706/0   | Neoclassicistisch huis                                                                                                  |
| Traditioneel huis | 27/10/2005                           | 1729                                                                                   | Louis XIV, Classicisme                              | Traditioneel huis, Anc. Rég.         | BODENBROEKSTRAAT 12 |             | 2043-0707/0   | Traditioneel huis |
| Geheel van traditionele huizen                                                                                          | 03/04/2003                           |                                                                                        | Traditionele architectuur                           | Traditionele huizen                  | BODENBROEKSTRAAT 14 - 16 |             | 2043-0529/0   | Geheel van traditionele huizen                                                                                          |
| Traditioneel huis | 27/10/2005                           |                                                                                        | Traditionele architectuur                           | Traditioneel huis, Anc. Rég.         | BODENBROEKSTRAAT 18 - 20 |             | 2043-0708/0   | Traditioneel huis |
| Sint-Niklaaskerk | 05/03/1936                           | 1125-1381                                                                              | Gotisch                                             | Kerk                                 | BOTERSTRAAT 0 |             | 2043-0004/0   | Sint-Niklaaskerk |
| Traditioneel huis | 20/01/2005                           |                                                                                        | Neoclassicisme, Traditionele architectuur           | Traditioneel huis, Anc. Rég.         | BOTERSTRAAT 17 |             | 2043-0682/0   | Traditioneel huis |
| Traditioneel huis | 19/05/2005                           |                                                                                        | Barok, Traditionele architectuur                    | Traditioneel huis, Anc. Rég.         | BOTERSTRAAT 19 |             | 2043-0683/0   | Traditioneel huis |
| Traditioneel huis | 20/01/2005                           |                                                                                        | Traditionele architectuur, Neoclassicistisch        | Traditioneel huis, Anc. Rég.         | BOTERSTRAAT 21 |             | 2043-0684/0   | Traditioneel huis |
| Traditioneel huis | 20/01/2005                           |                                                                                        | Traditionele architectuur                           | Traditioneel huis, Anc. Rég.         | BOTERSTRAAT 23 |             | 2043-0685/0   | Traditioneel huis |
| Juwelier De Greef | 22/12/2005                           | 1695                                                                                   | Traditionele architectuur                           | Winkel                               | BOTERSTRAAT 24 - 26 |             | 2043-0636/0   | Juwelier De Greef |
| Traditioneel huis | 20/01/2005                           |                                                                                        | Neoclassicistisch, Traditionele architectuur        | Traditioneel huis, Anc. Rég.         | BOTERSTRAAT 25 - 27 |             | 2043-0686/0   | Traditioneel huis |
| Geheel van traditionele huizen                                                                                          | 20/09/2001                           |                                                                                        | Traditionele architectuur                           | Traditionele huizen                  | AMBACHTENGANG 0, BOTERSTRAAT 28 - 46 |             | 2043-0586/0   | Geheel van traditionele huizen                                                                                          |
| Geheel van drie traditionele huizen                                                                                     | 20/01/2005                           |                                                                                        |                                                     | Traditionele huizen                  | BOTERSTRAAT 29 - 33 |             | 2043-0658/0   | Geheel van drie traditionele huizen                                                                                     |
| Traditioneel huis | 20/01/2005                           |                                                                                        | Traditionele architectuur, Neoclassicistisch        | Traditioneel huis, Anc. Rég.         | BOTERSTRAAT 35 - 37 |             | 2043-0687/0   | Traditioneel huis |
| Geheel van twee traditionele huizen                                                                                     | 19/05/2005                           |                                                                                        | Barok, Neoclassicistisch                            | Traditionele huizen                  | BOTERSTRAAT 39 - 41 |             | 2043-0680/0   | Geheel van twee traditionele huizen                                                                                     |
| Koetspoort | 23/05/1991                           |                                                                                        | Louis XV                                            | Poort                                | BRANDHOUTKAAI 7 |             | 2043-0187/0   | Koetspoort |
| Traditioneel huis | 27/01/1983                           |                                                                                        | Barok                                               | Portaal                              | BRANDHOUTKAAI 19 |             | 2043-0078/0   | Traditioneel huis |
| Geheel van twee traditionele huizen                                                                                     | 26/06/2003                           | 1609                                                                                   | Traditionele architectuur                           | Traditionele huizen                  | BRANDHOUTKAAI 25 - 27 |             | 2043-0637/0   | Geheel van twee traditionele huizen                                                                                     |
| Traditioneel huis | 15/03/1983                           | 1600-1700                                                                              | Traditionele architectuur                           | Traditioneel huis, Anc. Rég.         | BRANDHOUTKAAI 33 |             | 2043-0079/0   | Traditioneel huis |
| Huis Cardon | 26/06/2003                           |                                                                                        | Neoclassicistisch                                   | Voornaam herenhuis                   | BRANDHOUTKAAI 63 |             | 2043-0630/0   | Huis Cardon |
| Voormalige Banque d'Outremer                                                                                            | 05/07/2001                           | 1909-1920 Jules BRUNFAUT                                                               | Eclecticisme                                        | Bankgebouw                           | BREDERODESTRAAT 11 - 13, NAAMSESTRAAT 48 - 52, THERESIANENSTRAAT 14 |             | 2043-0105/0   | Voormalige Banque d'Outremer                                                                                            |
| Overblijfselen van het voormalig Hertogelijk Paleis van de Koudenberg                                                   | 01/04/2004                           |                                                                                        |                                                     | Omheiningsmuur                       | BREDERODESTRAAT 12 |             | 2043-0499/0   | Overblijfselen van het voormalig Hertogelijk Paleis van de Koudenberg                                                   |
| Brigittinnenkerk | 20/12/1936                           | 1655-1672                                                                              | Barok                                               | Kerk                                 | KORTE BRIGITTINENSTRAAT 0 |             | 2043-0011/0   | Brigittinnenkerk |
| Neoclassicistisch herenhuis                                                                                             | 19/04/1977                           |                                                                                        | Neoclassicistisch                                   | Herenhuis                            | BROEKSTRAAT 55 |             | 2043-0064/0   | Neoclassicistisch herenhuis                                                                                             |
| Neoclassicistisch huis                                                                                                  | 19/04/1977                           |                                                                                        | Neoclassicistisch                                   | Herenhuis                            | BROEKSTRAAT 57 |             | 2043-0069/0   | Neoclassicistisch huis                                                                                                  |
| Overblijfselen van de eerste omwalling van Brussel (muur + toren)                                                       | 30/03/1962                           |                                                                                        |                                                     | Vestingen                            | CELLEBROERSSTRAAT 0, VILLERSSTRAAT 0 |             | 2043-0025/0   | Overblijfselen van de eerste omwalling van Brussel (muur + toren)                                                       |
| Overblijfselen van de eerste stadsomwalling van Brussel (mur)                                                           | 26/09/2002                           |                                                                                        |                                                     | Vestingen                            | CELLEBROERSSTRAAT 16, EIKSTRAAT 17 |             | 2043-0497/0   | Overblijfselen van de eerste stadsomwalling van Brussel (mur)                                                           |
| Het Goudblommeke van Papier                                                                                             | 03/07/1997                           |                                                                                        | Traditionele architectuur                           | Café                                 | CELLEBROERSSTRAAT 53 - 55 |             | 2043-0451/0   | Het Goudblommeke van Papier                                                                                             |
| Congresplein | 02/04/1998                           |                                                                                        |                                                     | Groen plein                          | CONGRESPLEIN 0 |             | 2043-0344/0   | Congresplein |
| Hoekgebouw in neoclassicistische stijl                                                                                  | 08/08/1988                           | 1850-1852 Joseph Poelaert                                                              | Neoclassicisme, Neo-Italiaanse renaissance          | Hoekgebouw                           | KONINGSSTRAAT 146 - 148, DE LIGNESTRAAT 49 - 51, CONGRESPLEIN 1 |             | 2043-0141/0   | Hoekgebouw in neoclassicistische stijl                                                                                  |
| Gebouw Leverhouse | 19/04/1977                           | 1850-1852 Jean-Pierre Cluysenaar, Joseph                                               | Eclecticisme                                        | Herenhuis                            | KONINGSSTRAAT 150 - 152, CONGRESPLEIN 2 |             | 2043-0066/0   | Gebouw Leverhouse |
| Eclectische hoekgebouwen                                                                                                | 29/11/1983                           | 1876-1878 Wijnand Janssens                                                             | Eclecticisme                                        | Hoekgebouw                           | KONINGSSTRAAT 75 - 77, CONGRESSTRAAT 1 - 2 |             | 2043-0082/0   | Eclectische hoekgebouwen                                                                                                |
| Voormalig Hotel de Knuyt de Vosmaer                                                                                     | 29/09/2005                           | 1878-1879 Joseph-Jean Naert                                                            | Eclecticisme                                        | Meerdere gebouwen                    | CONGRESSTRAAT 33 - 33, ONDERRICHTSSTRAAT 91 - 97 |             | 2043-0496/0   | Voormalig Hotel de Knuyt de Vosmaer                                                                                     |
| Jazzclub l'Archiduc | 03/03/2011                           | 1892 A. Danthine                                                                       | Art deco                                            | Café                                 | ANTOINE DANSAERTSTRAAT 6 |             | 2043-0818/0   | Jazzclub l'Archiduc |
| Winkel Arthur Orlans | 03/03/2011                           | 1882                                                                                   | Neoclassicisme, Neo-eclecticisme                    | Winkel                               | ANTOINE DANSAERTSTRAAT 67 - 69 |             | 2043-0738/0   | Winkel Arthur Orlans |
| Voormalige gebouwen van de firma G.K.F. (Gérard Koninckx Frères - groothandelaar exotisch fruit)                        | 26/03/1998                           | 1927-1928 Eugène Dhuicque                                                              | Art deco                                            | Handels- en opbrengsthuis            | OUDE GRAANMARKT 7 - 11, ANTOINE DANSAERTSTRAAT 75 - 79 |             | 2043-0417/0   | Voormalige gebouwen van de firma G.K.F. (Gérard Koninckx Frères - groothandelaar exotisch fruit)                        |
| Overblijfselen eerste stadsomwalling van Brussel (muur + toren)                                                         | 26/09/2002                           |                                                                                        |                                                     | Vestingen                            | DE BERLAIMONTLAAN 14, WARMOESBERG 41 - 43 |             | 2043-0577/0   | Overblijfselen eerste stadsomwalling van Brussel (muur + toren)                                                         |
| Complex gevormd door Hotel Metropole en uitbreidingen                                                                   | 28/02/2002                           |                                                                                        | Eclecticisme                                        | Onbepaald                            | DE BROUCKEREPLEIN 23 - 29, DE BROUCKEREPLEIN 33 - 35, DE BROUCKEREPLEIN 31 |             | 2043-0509/01  | Complex gevormd door Hotel Metropole en uitbreidingen                                                                   |
| Eclectisch opbrengsthuis                                                                                                | 28/04/1994                           | 1874 Emile Janlet                                                                      | Eclecticisme                                        | Handels- en opbrengsthuis            | DE BROUCKEREPLEIN 37 - 39 |             | 2043-0223/0   | Eclectisch opbrengsthuis                                                                                                |
| Voormalige cinema Eldorado                                                                                              | 28/04/1994                           | 1931-1933 Marcel Chabot                                                                | Art deco                                            | Bioskoop                             | DE BROUCKEREPLEIN 38 |             | 2043-0234/0   | Voormalige cinema Eldorado                                                                                              |
| Noorddoorgang | 13/04/1995                           | 1881-1882 Henri Rieck                                                                  |                                                     | Galerij                              | NIEUWSTRAAT 40 - 44, ADOLPHE MAXLAAN 0, DE BROUCKEREPLEIN 0 |             | 2043-0392/0   | Noorddoorgang |
| Hallen der Voortbrengers                                                                                                | 29/01/1998                           | 1924 Arthur François                                                                   | Beaux-Arts                                          | Appartementsgebouw                   | NEGENDE LINIELAAN 39 - 43, IEPERLAAN 68 - 80, DIKSMUIDELAAN 6 |             | 2043-0405/0   | Hallen der Voortbrengers                                                                                                |
| Halles America | 29/01/1998                           | 1921-1926 Jacques Obozinski en Fernand Petit                                           | Art deco                                            | Winkel                               | DIKSMUIDELAAN 21 - 29 |             | 2043-0389/0   | Halles America |
| Eed van Sint-Jorishuis                                                                                                  | 16/10/1975                           |                                                                                        | Barok                                               | Traditioneel huis, Anc. Rég.         | VILLERSSTRAAT 43, DINANTSTRAAT 29 |             | 2043-0038/0   | Eed van Sint-Jorishuis                                                                                                  |
| Voormalig Hotel van Limminghe en het Paleis van de Gouverneur, tegenwoordig onderdeel van het Brussels Parlementsgebouw | 09/02/1995                           | 1884-1907 A. Hano, G. Hansotte, Paul                                                   | Classicisme, Beaux-Arts                             | Paleis                               | LOMBARDSTRAAT 69, EIKSTRAAT 20 |             | 2043-0323/0   | Voormalig Hotel van Limminghe en het Paleis van de Gouverneur, tegenwoordig onderdeel van het Brussels Parlementsgebouw |
| Huis Schott of voormalige herberg Saint-Jean-Baptiste                                                                   | 24/12/1958                           | 1695                                                                                   | Traditionele architectuur                           | Huis                                 | EIKSTRAAT 27 |             | 2043-0023/0   | Huis Schott of voormalige herberg Saint-Jean-Baptiste                                                                   |
| Taverne-hotel L'Espérance                                                                                               | 06/03/2008                           | 1874 Ch. Lecourt                                                                       | Eclecticisme                                        | Café                                 | FINISTERRAESTRAAT 1 - 3 |             | 2043-0464/0   | Taverne-hotel L'Espérance                                                                                               |
| Voormalig Hotel de Flandre                                                                                              | 05/12/2002                           | 1848-1850                                                                              | Eclecticisme, Barok                                 | Huis                                 | GASTHUISSTRAAT 29 |             | 2043-0564/0   | Voormalig Hotel de Flandre                                                                                              |
| Traditioneel huis | 11/09/2003                           |                                                                                        | Traditionele architectuur                           | Traditioneel huis, Anc. Rég.         | GOOTSTRAAT 3 |             | 2043-0620/0   | Traditioneel huis |
| Traditioneel huis | 30/04/2003                           |                                                                                        | Traditionele architectuur                           | Traditioneel huis, Anc. Rég.         | GOOTSTRAAT 4 |             | 2043-0645/0   | Traditioneel huis |
| Geheel van traditionele huizen                                                                                          | 11/09/2003                           |                                                                                        | Traditionele architectuur                           | Traditionele huizen                  | GOOTSTRAAT 15 - 19 |             | 2043-0621/0   | Geheel van traditionele huizen                                                                                          |
| Geheel van traditionele huizen                                                                                          | 20/09/2001                           |                                                                                        | Traditionele architectuur                           | Traditionele huizen                  | GRASMARKT 7 - 11 |             | 2043-0591/0   | Geheel van traditionele huizen                                                                                          |
| Geheel van traditionele huizen                                                                                          | 20/09/2001                           |                                                                                        | Traditionele architectuur                           | Traditionele huizen                  | GESCHENKENGANG 1 - 3, SINT-NIKOLAASGANG 1 - 5, GRASMARKT 8 |             | 2043-0550/0   | Geheel van traditionele huizen                                                                                          |
| Geheel van traditionele huizen                                                                                          | 20/09/2001                           |                                                                                        | Traditionele architectuur                           | Traditioneel huis, Anc. Rég.         | GREEPSTRAAT 1 - 3, GRASMARKT 22 - 50 |             | 2043-0546/0   | Geheel van traditionele huizen                                                                                          |
| Au Palais de Cristal | 17/02/2011                           | 1863                                                                                   | Eclecticisme                                        | Handels- en opbrengsthuis            | GRASMARKT 39 - 47 |             | 2043-0820/0   | Au Palais de Cristal |
| Geheel van traditionele huizen en Sint-Petronillagang                                                                   | 13/11/2002                           |                                                                                        | Traditionele architectuur                           | Traditionele huizen                  | GRASMARKT 64 - 66, SINT-PETRONILLAGANG 0 |             | 2043-0597/0   | Geheel van traditionele huizen en Sint-Petronillagang                                                                   |
| Traditioneel huis | 13/11/2002                           |                                                                                        | Traditionele architectuur                           | Traditioneel huis, Anc. Rég.         | GRASMARKT 74 |             | 2043-0598/0   | Traditioneel huis |
| Geheel van traditionele huizen                                                                                          | 27/03/2003                           |                                                                                        | Traditionele architectuur                           | Traditionele huizen                  | GRASMARKT 82 - 84 |             | 2043-0599/0   | Geheel van traditionele huizen                                                                                          |
| Geheel van traditionele huizen                                                                                          | 20/09/2001                           |                                                                                        | Traditionele architectuur                           | Traditionele huizen                  | GRASMARKT 87 - 111 |             | 2043-0544/0   | Geheel van traditionele huizen                                                                                          |
| Koninklijke Sint-Hubertusgalerijen                                                                                      | 19/11/1986                           | 1846-1847 Jean-Pierre CLUYSENAAR                                                       | Eclecticisme                                        | Galerij                              | BEENHOUWERSSTRAAT 38 - 46, BERGSTRAAT 2, PREDIKHERENSTRAAT 13 - 17, BEENHOUWERSSTRAAT 43 - 45, SCHILDKNAAPSSTRAAT 71 - 75, GRASMARKT 90, KONINGINNEGALERIJ 0, PRINSENGALERIJ 0, KONINGSGALERIJ 0 |             | 2043-0116/0   | Koninklijke Sint-Hubertusgalerijen                                                                                      |
| Traditioneel huis | 24/05/2007                           |                                                                                        | Traditionele architectuur                           | Traditioneel huis, Anc. Rég.         | GRASMARKT 93 |             | 2043-0544/01  | Traditioneel huis |
| Den Tinnen Schotel of De Roos                                                                                           | 29/10/1992                           |                                                                                        | Traditionele architectuur                           | Traditioneel huis, Anc. Rég.         | GRASMARKT 97 |             | 2043-0189/0   | Den Tinnen Schotel of De Roos                                                                                           |
| Den Grenaet Appel | 29/10/1992                           |                                                                                        | Traditionele architectuur                           | Traditioneel huis, Anc. Rég.         | GRASMARKT 99 |             | 2043-0190/0   | Den Grenaet Appel |
| Pleintje Grootgodhuizenstraat voor het Pacheco Instituut                                                                | 10/07/1997                           |                                                                                        |                                                     | Groen plein                          | GROOTGODSHUISSTRAAT 0 |             | 2043-0371/0   | Pleintje Grootgodhuizenstraat voor het Pacheco Instituut                                                                |
| Groot Godshuis of Pacheco Tehuis                                                                                        | 04/11/1975                           | 1924-1927 H.L.F. Partoes                                                               | Neoclassicistisch                                   | Bejaardentehuis                      | GROOTGODSHUISSTRAAT 7 |             | 2043-0043/0   | Groot Godshuis of Pacheco Tehuis                                                                                        |
| Tuinen van het Instituut Pacheco                                                                                        | 03/07/1997                           |                                                                                        |                                                     | Park                                 | GROOTGODSHUISSTRAAT 7, VAARTSTRAAT 0 |             | 2043-0350/0   | |
| Stadhuis | 09/03/1936                           | 1402-1410 Jacob Van Thienen                                                            | Gotisch                                             | Stadhuis                             | GROTE MARKT 0 |             | 2043-0009/0   | Stadhuis |
| Huizen op de Grote Markt                                                                                                | 19/04/1977                           | 1698                                                                                   | Barok                                               | Architecturaal geheel                | GROTE MARKT 0 |             | 2043-0065/0   | Huizen op de Grote Markt                                                                                                |
| Grote Markt - bodemlaag                                                                                                 | 07/11/2002                           |                                                                                        |                                                     | Plein                                | GROTE MARKT 0 |             | 2043-0065/00  | Grote Markt - bodemlaag                                                                                                 |
| Den Coninck van Spaignien of het Bakkershuis                                                                            | 07/11/2002                           | 1900-1902                                                                              | Neobarok                                            | Traditioneel huis, Anc. Rég.         | GROTE MARKT 1 |             | 2043-0065/001 | Den Coninck van Spaignien of het Bakkershuis                                                                            |
| Den Cruywagen | 07/11/2002                           | 1696-1697 Jan Cosijn                                                                   | Barok                                               | Traditioneel huis, Anc. Rég.         | GROTE MARKT 2-3 |             | 2043-0065/002 | Den Cruywagen |
| De Wolvin | 07/11/2002                           | 1691-1693 Pieter Herbosch                                                              | Barok                                               | Traditioneel huis, Anc. Rég.         | GROTE MARKT 5 |             | 2043-0065/005 | De Wolvin |
| Den Horen | 07/11/2002                           | 1696-1697 Antoon Pastorana                                                             | Barok                                               | Traditioneel huis, Anc. Rég.         | GROTE MARKT 6 |             | 2043-0065/006 | Den Horen |
| Den Vos | 07/11/2002                           | 1697-1700                                                                              | Barok                                               | Traditioneel huis, Anc. Rég.         | GROTE MARKT 7 |             | 2043-0065/007 | Den Vos |
| De Sterre | 07/11/2002                           | 1896-1897                                                                              | Neobarok                                            | Traditioneel huis, Anc. Rég.         | GROTE MARKT 8 |             | 2043-0065/008 | De Sterre |
| De Zwane | 07/11/2002                           | 1698 Corneille Van Nerven                                                              | Barok                                               | Traditioneel huis, Anc. Rég.         | GROTE MARKT 9 |             | 2043-0065/009 | De Zwane |
| Het brouwershuis van de Belgische Brouwers                                                                              | 07/11/2002                           | 1698                                                                                   | Barok                                               | Traditioneel huis, Anc. Rég.         | GROTE MARKT 10 |             | 2043-0065/010 | Het brouwershuis van de Belgische Brouwers                                                                              |
| De Roos | 07/11/2002                           | 1702                                                                                   | Barok                                               | Traditioneel huis, Anc. Rég.         | GROTE MARKT 11 |             | 2043-0065/011 | De Roos |
| In de Drie Kleuren of De Thaborberg                                                                                     | 07/11/2002                           | 1699 Frans Timmermans                                                                  | Barok                                               | Traditioneel huis, Anc. Rég.         | GROTE MARKT 12 |             | 2043-0065/012 | In de Drie Kleuren of De Thaborberg                                                                                     |
| In de Drie Kleuren - In de Koning van Beieren                                                                           | 07/11/2002                           | 1690                                                                                   | Barok                                               | Traditioneel huis, Anc. Rég.         | GROTE MARKT 12 A |             | 2043-0175/01  | In de Drie Kleuren - In de Koning van Beieren                                                                           |
| In de Drie Kleuren - In de Koning van Beieren                                                                           | 20/05/2010                           | 1690                                                                                   | Barok                                               | Traditioneel huis, Anc. Rég.         | GROTE MARKT 12 A |             | 2043-0175/2   | |
| De Goede Naam - Het Huis van de Hertogen van Brabant                                                                    | 07/11/2002                           | 1696-1697                                                                              | Barok                                               | Traditioneel huis, Anc. Rég.         | GROTE MARKT 13 |             | 2043-0065/013 | De Goede Naam - Het Huis van de Hertogen van Brabant                                                                    |
| Hermitage - Het Huis van de Hertogen van Brabant                                                                        | 07/11/2002                           | 1696-1697                                                                              | Barok                                               | Traditioneel huis, Anc. Rég.         | GROTE MARKT 14 |             | 2043-0065/014 | Hermitage - Het Huis van de Hertogen van Brabant                                                                        |
| De Fortuine - Het Huis van de Hertogen van Brabant                                                                      | 07/11/2002                           | 1696-1697                                                                              | Barok                                               | Traditioneel huis, Anc. Rég.         | GROTE MARKT 15 |             | 2043-0065/015 | De Fortuine - Het Huis van de Hertogen van Brabant                                                                      |
| De Windmolen - Het Huis van de Hertogen van Brabant                                                                     | 07/11/2002                           | 1696-1697                                                                              | Barok                                               | Traditioneel huis, Anc. Rég.         | GROTE MARKT 16 |             | 2043-0065/016 | De Windmolen - Het Huis van de Hertogen van Brabant                                                                     |
| De Tinne Pot - Het Huis van de Hertogen van Brabant                                                                     | 07/11/2002                           | 1696-1697                                                                              | Barok                                               | Traditioneel huis, Anc. Rég.         | GROTE MARKT 17 |             | 2043-0065/017 | De Tinne Pot - Het Huis van de Hertogen van Brabant                                                                     |
| Den Heuvel | 07/11/2002                           |                                                                                        | Barok                                               | Traditioneel huis, Anc. Rég.         | GROTE MARKT 18 |             | 2043-0065/018 | Den Heuvel |
| De Borse - Het Huis van de Hertogen van Brabant                                                                         | 07/11/2002                           | 1696                                                                                   | Barok                                               | Traditioneel huis, Anc. Rég.         | GROTE MARKT 19 |             | 2043-0065/019 | De Borse - Het Huis van de Hertogen van Brabant                                                                         |
| Het Heert | 07/11/2002                           | 1710 F. Vandeneynde                                                                    | Neobarok                                            | Traditioneel huis, Anc. Rég.         | GROTE MARKT 20 |             | 2043-0065/020 | Het Heert |
| Huis Joseph en Anne | 07/11/2002                           | 1695                                                                                   | Neobarok                                            | Traditioneel huis, Anc. Rég.         | GROTE MARKT 21 - 22 |             | 2043-0065/021 | Huis Joseph en Anne |
| Den Engel | 07/11/2002                           | 1695                                                                                   | Neobarok                                            | Traditioneel huis, Anc. Rég.         | GROTE MARKT 23 |             | 2043-0065/023 | Den Engel |
| Het Kleermakershuis | 07/11/2002                           | 1697                                                                                   | Barok                                               | Traditioneel huis, Anc. Rég.         | GROTE MARKT 24 - 25 |             | 2043-0065/024 | Het Kleermakershuis |
| De Duif | 07/11/2002                           | 1697 Simon                                                                             | Barok                                               | Traditioneel huis, Anc. Rég.         | GROTE MARKT 26 |             | 2043-0065/026 | De Duif |
| De Wapens van Brabant                                                                                                   | 07/11/2002                           | 1709                                                                                   | Neobarok                                            | Traditioneel huis, Anc. Rég.         | GROTE MARKT 28 |             | 2043-0065/028 | De Wapens van Brabant                                                                                                   |
| Broodhuis | 09/03/1936                           | 1873 Victor Jamaer                                                                     | Neogotisch                                          | Onbepaald                            | GROTE MARKT 29 - 33 |             | 2043-0010/0   | Broodhuis |
| Den Helm | 07/11/2002                           | 1695                                                                                   | Barok                                               | Traditioneel huis, Anc. Rég.         | GROTE MARKT 34 |             | 2043-0065/034 | Den Helm |
| Den Pauw | 07/11/2002                           | 1697                                                                                   | Barok                                               | Traditioneel huis, Anc. Rég.         | GROTE MARKT 35 |             | 2043-0065/035 | Den Pauw |
| 't Voske en De Eik | 07/11/2002                           | 1696                                                                                   | Barok                                               | Traditioneel huis, Anc. Rég.         | GROTE MARKT 36 - 37 |             | 2043-0065/036 | 't Voske en De Eik |
| Sinte Barbara | 07/11/2002                           | 1695                                                                                   | Barok                                               | Traditioneel huis, Anc. Rég.         | GROTE MARKT 38 |             | 2043-0065/038 | Sinte Barbara |
| Den Ezel | 07/11/2002                           | 1695                                                                                   | Barok                                               | Traditioneel huis, Anc. Rég.         | GROTE MARKT 39 |             | 2043-0065/039 | Den Ezel |
| Onze-Lieve-Vrouw Ten Zavelkerk                                                                                          | 05/03/1936                           | 1651-1676                                                                              | Gotisch                                             | Kerk                                 | REGENTSCHAPSSTRAAT 0, GROTE ZAVEL 0 |             | 2043-0007/0   | Onze-Lieve-Vrouw Ten Zavelkerk                                                                                          |
| Traditioneel huis | 19/02/1998                           | 1728                                                                                   | Traditionele architectuur                           | Traditioneel huis, Anc. Rég.         | GROTE ZAVEL 4 |             | 2043-0311/0   | Traditioneel huis |
| Voormalig Hotel du Chastel de la Howarderie                                                                             | 10/01/2002                           |                                                                                        | Classicisme                                         | Herenhuis                            | GROTE ZAVEL 5 |             | 2043-0530/0   | Voormalig Hotel du Chastel de la Howarderie                                                                             |
| Voormalig Kristalbedrijf De Backer - Van Camp                                                                           | 10/10/2002                           |                                                                                        | Classicisme, Barok                                  | Traditioneel huis, Anc. Rég.         | GROTE ZAVEL 6 |             | 2043-0613/0   | Voormalig Kristalbedrijf De Backer - Van Camp                                                                           |
| Den Gulden Baert | 08/08/1988                           |                                                                                        | Traditionele architectuur                           | Traditioneel huis, Anc. Rég.         | GROTE ZAVEL 15 - 16, SINT-ANNASTRAAT 42 |             | 2043-0124/0   | Den Gulden Baert |
| Neoclassicistisch huis                                                                                                  | 17/11/2005                           | 1824                                                                                   | Neoclassicistisch                                   | Huis                                 | GROTE ZAVEL 37 |             | 2043-0697/0   | Neoclassicistisch huis                                                                                                  |
| Geheel van twee traditionele huizen                                                                                     | 17/11/2005 (aangepast op 23/03/2006) |                                                                                        | Traditionele architectuur                           | Traditionele huizen                  | GROTE ZAVEL 38 - 39 |             | 2043-0698/0   | Geheel van twee traditionele huizen                                                                                     |
| Voormalige pelsmaker Mallien                                                                                            | 22/06/2006                           | 1920-1921 J. Barbotin en Victor Dirickx                                                | Beaux-Arts                                          | Manufactuur                          | KORTE MINIMENSTRAAT 2 - 4, GROTE ZAVEL 40 |             | 2043-0674/0   | Voormalige pelsmaker Mallien                                                                                            |
| Traditioneel huis | 17/11/2005                           |                                                                                        | Traditionele architectuur                           | Traditioneel huis, Anc. Rég.         | GROTE ZAVEL 42 |             | 2043-0700/0   | Traditioneel huis |
| Traditioneel huis | 17/11/2005                           |                                                                                        | Traditionele architectuur                           | Traditioneel huis, Anc. Rég.         | GROTE ZAVEL 43 |             | 2043-0701/0   | Traditioneel huis |
| Traditioneel huis | 17/11/2005                           | 1567                                                                                   | Traditionele architectuur                           | Traditioneel huis, Anc. Rég.         | GROTE ZAVEL 49 |             | 2043-0702/0   | Traditioneel huis |
| Neogotisch dubbelhuis                                                                                                   | 16/03/1995                           | 1901 Jules Barbier                                                                     | Neogotisch                                          | Huis                                 | WOLSTRAAT 0, GROTEHERTSTRAAT 2 - 4 |             | 2043-0300/0   | Neogotisch dubbelhuis                                                                                                   |
| Voormalige Galerie Leroy Frères                                                                                         | 16/03/1995                           | 1900 Jules Barbier                                                                     | Neorenaissance                                      | Galerij                              | GROTEHERTSTRAAT 6 |             | 2043-0245/0   | Voormalige Galerie Leroy Frères                                                                                         |
| Geheel van traditionele huizen                                                                                          | 20/09/2001 (aangepast op 05/12/2002) |                                                                                        |                                                     | Traditionele huizen                  | GULDENHOOFDSTRAAT 1 - 15 |             | 2043-0173/0   | Geheel van traditionele huizen                                                                                          |
| Voormalige Manufacture Charlet & Cie                                                                                    | 26/06/2003                           | 1920 G. Dufas en H. Martin                                                             | Beaux-Arts                                          | Industrieel geheel                   | DIKSMUIDELAAN 65 - 71, HANDELSKAAI 48 - 50 |             | 2043-0635/0   | Voormalige Manufacture Charlet & Cie                                                                                    |
| Traditioneel huis | 20/09/2001                           |                                                                                        | Traditionele architectuur                           | Traditioneel huis, Anc. Rég.         | HARINGSTRAAT 2 |             | 2043-0582/0   | Traditioneel huis |
| Geheel van traditionele huizen                                                                                          | 06/06/2002                           |                                                                                        | Traditionele architectuur                           | Traditionele huizen                  | HARINGSTRAAT 14 - 18 |             | 2043-0583/0   | Geheel van traditionele huizen                                                                                          |
| Academiepaleis en tuin                                                                                                  | 10/10/2001                           | 1824 T.F. Suys                                                                         | Neoclassicisme                                      | Gebouw en omgeving                   | HERTOGSSTRAAT 1, TROONPLEIN 0, LAMBERMONTSTRAAT 0, REGENTLAAN 0 |             | 2043-0348/0   | Academiepaleis en tuin                                                                                                  |
| Kanselarij van de ambassade van Frankrijk                                                                               |                                      | 1910 Georges Chedanne                                                                  | Art nouveau                                         | Kantoorgebouw                        | HERTOGSSTRAAT 65 |             | 2043-0512/1   | Kanselarij van de ambassade van Frankrijk                                                                               |
| Koetspoort | 30/03/1989                           | 1862 Félix Pauwels                                                                     | Neoclassicistisch                                   | Poort                                | HERTOGSSTRAAT 81 |             | 2043-0153/0   | Koetspoort |
| Voormalig koetshuis | 30/03/1989                           | 1858 C. Goevaert                                                                       | Neoclassicistisch                                   | Stallingen                           | HERTOGSSTRAAT 83 |             | 2043-0154/0   | Voormalig koetshuis |
| Geheel van traditionele huizen                                                                                          | 06/06/2002                           |                                                                                        | Traditionele architectuur                           | Traditionele huizen                  | HEUVELSTRAAT 2 - 10 |             | 2043-0588/0   | Geheel van traditionele huizen                                                                                          |
| Geheel van traditionele huizen                                                                                          | 06/06/2002                           |                                                                                        | Traditionele architectuur                           | Traditionele huizen                  | HEUVELSTRAAT 5 - 17 |             | 2043-0587/0   | Geheel van traditionele huizen                                                                                          |
| De Halff Maene | 06/06/2002                           |                                                                                        | Traditionele architectuur                           | Traditioneel huis, Anc. Rég.         | HEUVELSTRAAT 22 |             | 2043-0592/0   | De Halff Maene |
| De Wage | 10/03/1994                           | 1704                                                                                   | Barok                                               | Traditioneel huis, Anc. Rég.         | HEUVELSTRAAT 24 |             | 2043-0177/0   | De Wage |
| Traditioneel huis | 20/09/2001                           |                                                                                        | Traditionele architectuur                           | Huis                                 | HOEDENMAKERSSTRAAT 1 - 3 |             | 2043-0567/0   | Traditioneel huis |
| Geheel van traditionele huizen                                                                                          | 20/09/2001                           |                                                                                        | Traditionele architectuur                           | Traditionele huizen                  | HOEDENMAKERSSTRAAT 6 - 12 |             | 2043-0563/0   | Geheel van traditionele huizen                                                                                          |
| Geheel van traditionele huizen                                                                                          |                                      |                                                                                        |                                                     | Traditionele huizen                  | HOEDENMAKERSSTRAAT 13 - 23 |             | 2043-0201/0   | Geheel van traditionele huizen                                                                                          |
| Geheel van traditionele huizen                                                                                          | 13/11/2002                           |                                                                                        | Traditionele architectuur                           | Traditionele huizen                  | HOEDENMAKERSSTRAAT 16 - 24 |             | 2043-0606/0   | Geheel van traditionele huizen                                                                                          |
| Geheel van traditionele huizen                                                                                          | 20/09/2001                           |                                                                                        |                                                     | Traditionele huizen                  | HOEDENMAKERSSTRAAT 17 - 21 |             | 2043-0201/2   | Geheel van traditionele huizen                                                                                          |
| Archeologische overblijfselen van een gebouw                                                                            | 25/09/1997                           |                                                                                        |                                                     | Leefruimte                           | HOEDENMAKERSSTRAAT 25 |             | 2043-0282/0   | Archeologische overblijfselen van een gebouw                                                                            |
| Voormalig warenhuis Old England                                                                                         | 30/03/1989                           | 1898 Paul SAINTENOY                                                                    | Art nouveau                                         | Grootwarenhuis                       | VILLA HERMOSASTRAAT 0, HOFBERG 2 |             | 2043-0155/0   | Voormalig warenhuis Old England                                                                                         |
| Traditioneel huis | 17/06/2010                           | 1767                                                                                   | Louis XV, Traditionele architectuur                 | Traditioneel huis, Anc. Rég.         | HOOGSTRAAT 50 |             | 2043-0666/0   | Traditioneel huis |
| Traditioneel huis | 17/06/2010                           | 1600-1700                                                                              | Barok, Traditionele architectuur                    | Traditioneel huis, Anc. Rég.         | HOOGSTRAAT 64 - 70 |             | 2043-0775/0   | Traditioneel huis |
| Geheel van traditionele huizen                                                                                          | 17/06/2010                           |                                                                                        | Traditionele architectuur                           | Traditionele huizen                  | HOOGSTRAAT 131 - 135 |             | 2043-0193/2   | Geheel van traditionele huizen                                                                                          |
| Breughelhuis | 30/11/1960                           |                                                                                        | Traditionele architectuur                           | Huis                                 | HOOGSTRAAT 132 |             | 2043-0024/0   | Breughelhuis |
| Voormalige Pâtisserie de la Chapelle                                                                                    | 22/01/2004                           | 1847                                                                                   | Classicisme, Art nouveau                            | Winkel                               | HOOGSTRAAT 146 |             | 2043-0654/0   | Voormalige Pâtisserie de la Chapelle                                                                                    |
| Palais Minerve - Voormalige cinema Rialto                                                                               | 15/05/1997                           | 1908 Henri Van Massenhove                                                              | Beaux-Arts                                          | Spektakelzaal                        | HOOGSTRAAT 205 - 207 |             | 2043-0477/0   | Palais Minerve - Voormalige cinema Rialto                                                                               |
| Traditioneel huis | 17/06/2010                           | 1600-1700                                                                              | Traditionele architectuur                           | Traditioneel huis, Anc. Rég.         | HOOGSTRAAT 233 |             | 2043-0795/0   | Traditioneel huis |
| Vanhoetergang | 06/11/2003                           | 1848                                                                                   | Traditionele architectuur                           | Gang                                 | HOOIKAAI 15, VANHOETERGANG 1 - 10 |             | 2043-0638/0   | Vanhoetergang |
| Voormalige papierhandel Ed. Haseldonckx & Cie                                                                           | 05/07/2001                           | 1912 Fernand Bodson                                                                    | Functionalisme                                      | Industrieel gebouw                   | HOPSTRAAT 26 - 32 |             | 2043-0547/0   | Voormalige papierhandel Ed. Haseldonckx & Cie                                                                           |
| Voormalige gebouwen van L'Echo de la Bourse                                                                             | 28/06/2001                           | 1930 G. Chambon en J.F. Colin                                                          | Modernisme                                          | Kantoorgebouw                        | HOPSTRAAT 43 - 47 |             | 2043-0548/0   | Voormalige gebouwen van L'Echo de la Bourse                                                                             |
| Wijnpaleis en voormalige magazijnen Merchie-Pède                                                                        | 29/03/2001                           | 1898-1909 François TIMMERMANS, Fernand SYMONS                                          | Art nouveau                                         | Industrieel geheel                   | SPIEGELSTRAAT 9, HUIDEVETTERSSTRAAT 52 - 62 |             | 2043-0336/0   | Wijnpaleis en voormalige magazijnen Merchie-Pède                                                                        |
| Complex van het Stadsarchief Brussel                                                                                    | 13/12/2001                           |                                                                                        | Classicisme, Louis XV                               | Architecturaal geheel                | VANDERHAEGENSTRAAT 18, HUIDEVETTERSSTRAAT 57 - 71 |             | 2043-0612/0   | Complex van het Stadsarchief Brussel                                                                                    |
| Geheel van eclectische en art-nouveauhuizen                                                                             | 27/05/1999                           | Jules Brunfaut, Georges Hobé, Paul Saintenoy en Georges Peereboom                      | Neoclassicisme, Eclecticisme, Art nouveau           | Architecturaal geheel                | JAN JACOBSPLEIN 1 - 17 |             | 2043-0256/0   | |
| Geheel van traditionele huizen                                                                                          | 13/12/2001                           |                                                                                        | Traditionele architectuur                           | Traditionele huizen                  | KAASMARKT 1 - 24 |             | 2043-0581/0   | Geheel van traditionele huizen                                                                                          |
| Huis De Katte | 11/09/1992                           | 1697                                                                                   | Classicisme                                         | Huis                                 | SPOORMAKERSSTRAAT 43, KAASMARKT 35 |             | 2043-0202/0   | Huis De Katte |
| Kandelaarsstraat | 30/03/1989                           |                                                                                        |                                                     | Onbepaald                            | KANDELAARSSTRAAT 0 |             | 2043-0156/0   | Kandelaarsstraat |
| Centraal Station |                                      | 1937 Victor Horta                                                                      | Functionalisme                                      | Station                              | KANTERSTEEN 0, KEIZERINLAAN 0 |             | 2043-0368/0   | Centraal Station |
| Ravensteingalerij |                                      | 1954-1958 Alexis Dumont                                                                | Modernisme                                          | Galerij                              | KANTERSTEEN 3 - 9, RAVENSTEINGALERIJ 1 - 78, RAVENSTEINSTRAAT 6 - 24 |             | 2043-0391/0   | Ravensteingalerij |
| Onze-Lieve-Vrouw-ter-Kapellekerk                                                                                        | 05/03/1936                           | 1210-1275                                                                              |                                                     | Kerk                                 | KAPELLEMARKT 0 |             | 2043-0006/0   | Onze-Lieve-Vrouw-ter-Kapellekerk                                                                                        |
| Instituut Diderot - Athénée Funck-André                                                                                 | 19/02/1998                           | 1910 Henri Jacobs                                                                      | Art nouveau                                         | School                               | KAPUCIJNENSTRAAT 58 |             | 2043-0515/0   | Instituut Diderot - Athénée Funck-André                                                                                 |
| Greenwich | 29/06/2000                           | 1914-1916                                                                              | Eclecticisme                                        | Café                                 | KARTUIZERSSTRAAT 7, KARTUIZERSSTRAAT 5 |             | 2043-0335/0   | Greenwich |
| Overblijfselen van de eerste stadsomwalling van Brussel (muur)                                                          | 26/09/2002                           |                                                                                        |                                                     | Vestingen                            | KARTUIZERSSTRAAT 21 |             | 2043-0573/0   | |
| Overblijfselen van de eerste stadsomwalling van Brussel (muur)                                                          | 26/09/2002                           |                                                                                        |                                                     | Vestingen                            | SINT-KRISTOFFELSSTRAAT 4, KARTUIZERSSTRAAT 40 |             | 2043-0572/0   | |
| Overblijfselen van de eerste stadsomwalling van Brussel (toren)                                                         | 14/07/1994                           | 1200-1300                                                                              |                                                     | Vestingen                            | KARTUIZERSSTRAAT 42 |             | 2043-0257/0   | |
| Nassaukapel | 22/11/2001                           |                                                                                        | Gotisch                                             | Kapel                                | KEIZERSLAAN 4 |             | 2043-0609/0   | Nassaukapel |
| Overblijfselen van de eerste stadsomwalling van Brussel                                                                 | 26/09/2002                           |                                                                                        |                                                     | Toren                                | KEIZERSLAAN 14 - 30 |             | 2043-0461/0   | |
| Anneessenstoren | 20/02/1992                           |                                                                                        |                                                     | Toren                                | KEIZERSLAAN 34 |             | 2043-0191/0   | Anneessenstoren |
| Voormalig Groot Huis van het Witgoed                                                                                    | 24/01/1991                           | 1896-1897 O. FRANÇOIS                                                                  | Eclecticisme                                        | Grootwarenhuis                       | KIEKENMARKT 32 - 34 |             | 2043-0152/0   | Voormalig Groot Huis van het Witgoed                                                                                    |
| Kleine Zavel | 20/07/1972                           |                                                                                        |                                                     | Plantsoen                            | KLEINE ZAVEL 0 |             | 2043-0031/0   | Kleine Zavel |
| Egmontpaleis of Arenbergpaleis                                                                                          | 18/09/2003                           |                                                                                        | Renaissance, Classicisme, Louis XV                  | Architecturaal geheel                | KLEINE ZAVEL 8 |             | 2043-0269/0   | Egmontpaleis of Arenbergpaleis                                                                                          |
| De Koning van Spanje | 10/04/1967                           | 1601                                                                                   | Traditionele architectuur                           | Traditioneel huis, Anc. Rég.         | WOLSTRAAT 0, KLEINE ZAVEL 9 |             | 2043-0027/0   | De Koning van Spanje |
| Voormalig Instrumentenmuseum, voormalige woning van de directeur van het Muziekconservatorium                           | 01/10/1998                           | Jean-Pierre CLUYSENAAR                                                                 | Eclecticisme, Neoclassicistisch                     | Onbepaald                            | KLEINE ZAVEL 16 - 17 |             | 2043-0527/0   | Voormalig Instrumentenmuseum, voormalige woning van de directeur van het Muziekconservatorium                           |
| Onze-Lieve-Vrouw van Goede Bijstandkerk                                                                                 | 05/03/1936                           | 1664-1694 Jan CORTVRINDT                                                               | Barok                                               | Kerk                                 | KOLENMARKT 0 |             | 2043-0005/0   | Onze-Lieve-Vrouw van Goede Bijstandkerk                                                                                 |
| Geheel van traditionele huizen                                                                                          | 01/04/2004                           |                                                                                        | Traditionele architectuur                           | Traditionele huizen                  | KOLENMARKT 35 |             | 2043-0559/0   | Geheel van traditionele huizen                                                                                          |
| Geheel van drie traditionele huizen                                                                                     | 01/04/2004                           |                                                                                        | Classicisme                                         | Traditionele huizen                  | KOLENMARKT 53 - 57 |             | 2043-0647/0   | Geheel van drie traditionele huizen                                                                                     |
| Geheel van drie traditionele huizen                                                                                     | 04/03/2004                           |                                                                                        | Traditionele architectuur                           | Traditionele huizen                  | KOLENMARKT 62 - 66 |             | 2043-0646/0   | Geheel van drie traditionele huizen                                                                                     |
| Traditioneel huis | 11/09/2003                           |                                                                                        | Traditionele architectuur                           | Traditioneel huis, Anc. Rég.         | KOLENMARKT 73 - 75 |             | 2043-0649/0   | Traditioneel huis |
| Traditioneel huis | 01/04/2004                           |                                                                                        | Traditionele architectuur                           | Traditioneel huis, Anc. Rég.         | KOLENMARKT 74 |             | 2043-0492/0   | Traditioneel huis |
| Traditioneel huis | 11/09/2003                           |                                                                                        | Traditionele architectuur                           | Traditioneel huis, Anc. Rég.         | KOLENMARKT 77 |             | 2043-0648/0   | Traditioneel huis |
| Geheel van twee traditionele huizen                                                                                     | 11/09/2003                           |                                                                                        | Traditionele architectuur                           | Traditionele huizen                  | KOLENMARKT 87 - 89 |             | 2043-0650/0   | Geheel van twee traditionele huizen                                                                                     |
| Neorenaissance huis | 28/04/1994                           | 1898 Albert Dumont                                                                     | Neorenaissance                                      | Huis                                 | KOMEDIANTENSTRAAT 24 |             | 2043-0232/0   | Neorenaissance huis |
| Vaudevilletheater | 17/04/1997                           | 1870-1884 Jean-Pierre CLUYSENAAR                                                       | Eclecticisme                                        | Spektakelzaal                        | KONINGINNEGALERIJ 13 - 15 |             | 2043-0338/0   | Vaudevilletheater |
| Cinéma des Galeries | 18/11/1993                           | 1939 Paul BONDUELLE                                                                    | Eclecticisme                                        | Spektakelzaal                        | KONINGINNEGALERIJ 28 |             | 2043-0218/0   | Cinéma des Galeries |
| Portieken en gebouwen op het Koningsplein                                                                               | 22/12/1951                           | 1776-1780 Barnabé GUIMARD                                                              | Neoclassicistisch                                   | Meerdere gebouwen                    | BORGENDAALGANG 0, MUSEUMSTRAAT 0, NAAMSESTRAAT 0, KONINGSPLEIN 0 |             | 2043-0019/0   | Portieken en gebouwen op het Koningsplein                                                                               |
| Sint-Jacob op de Coudenberg                                                                                             | 02/12/1959                           | 1776-1780 MONTOYER                                                                     | Neoclassicistisch                                   | Kerk                                 | KONINGSPLEIN 0 |             | 2043-0102/0   | Sint-Jacob op de Coudenberg                                                                                             |
| Aula Magna en voormalige Isabellastraat (benedenzalen)                                                                  | 01/04/2004                           |                                                                                        | Gotisch                                             | Hof                                  | KONINGSPLEIN 0 |             | 2043-0579/0   | |
| Voormalig Hotel Gresham                                                                                                 | 21/10/1993                           |                                                                                        | Neoclassicisme, Art nouveau                         | Herenhuis                            | KONINGSPLEIN 3 |             | 2043-0211/0   | Voormalig Hotel Gresham                                                                                                 |
| Overblijfselen van het voormalig Hertogelijk Paleis van de Koudenberg                                                   | 04/07/1984                           |                                                                                        |                                                     | Paleis                               | KONINGSSTRAAT 2 - 4, KONINGSPLEIN 10 |             | 2043-0091/0   | Overblijfselen van het voormalig Hertogelijk Paleis van de Koudenberg                                                   |
| Overblijfselen van het voormalige Hof van Hoogstraeten                                                                  | 31/01/1992                           |                                                                                        |                                                     | Hof                                  | VILLA HERMOSASTRAAT 5, KONINGSPLEIN 11 |             | 2043-0186/1   | Overblijfselen van het voormalige Hof van Hoogstraeten                                                                  |
| Overblijfselen van het voormalig Hertogelijk Paleis van de Koudenberg                                                   | 01/04/2004                           | 1452-1461                                                                              | Gotisch                                             | Paleis                               | KONINGSSTRAAT 0 |             | 2043-0580/0   | Overblijfselen van het voormalig Hertogelijk Paleis van de Koudenberg                                                   |
| Overblijselen van de eerste stadsomwalling van Brussel (muur + toren)                                                   | 26/09/2002                           |                                                                                        |                                                     | Vestingen                            | KONINGSSTRAAT 10 |             | 2043-0501/0   | Overblijselen van de eerste stadsomwalling van Brussel (muur + toren)                                                   |
| Voormalige hemdenwinkel Niguet                                                                                          | 22/02/1984                           | 1896 Paul HANKAR                                                                       | Art nouveau                                         | Winkel                               | KONINGSSTRAAT 13 |             | 2043-0085/0   | Voormalige hemdenwinkel Niguet                                                                                          |
| Huis Errera | 08/12/1983                           | 1779 Barnabé GUIMARD                                                                   | Neoclassicistisch                                   | Herenhuis                            | KONINGSSTRAAT 14 |             | 2043-0084/0   | Huis Errera |
| Neorenaissancehuis | 08/08/1988                           | 1876 A. MENESSIER                                                                      | Neo-Italiaanse renaissance, Neo-Vlaamse renaissance | Huis                                 | KONINGSSTRAAT 17 - 19 |             | 2043-0126/0   | Neorenaissancehuis |
| Neo-Vlaamse renaissancehuis                                                                                             | 08/08/1988                           | 1877 Henri RIECK                                                                       | Neo-Vlaamse renaissance                             | Huis                                 | KONINGSSTRAAT 21 - 23 |             | 2043-0127/0   | Neo-Vlaamse renaissancehuis                                                                                             |
| Eclectisch opbrengsthuis                                                                                                | 08/08/1988                           | 1876 A. MENESSIER                                                                      | Eclecticisme                                        | Handels- en opbrengsthuis            | KONINGSSTRAAT 25 - 27 |             | 2043-0128/0   | Eclectisch opbrengsthuis                                                                                                |
| Huis de France | 08/08/1988                           | 1779 Barnabé GUIMARD                                                                   | Classicisme                                         | Hoekgebouw                           | KONINGSSTRAAT 52 |             | 2043-0129/0   | Huis de France |
| Classicistisch huis | 08/08/1988                           | 1779 Barnabé GUIMARD                                                                   | Classicisme                                         | Huis                                 | KONINGSSTRAAT 74 |             | 2043-0130/0   | Classicistisch huis |
| Classicistisch huis | 08/08/1988                           | 1779 Barnabé GUIMARD                                                                   | Classicisme                                         | Huis                                 | KONINGSSTRAAT 78 |             | 2043-0131/0   | Classicistisch huis |
| Neorenaissancehuis | 08/08/1988                           | 1840 Jean-Pierre CLUYSENAAR                                                            | Neo-Italiaanse renaissance                          | Huis                                 | KONINGSSTRAAT 79 - 81 |             | 2043-0132/0   | Neorenaissancehuis |
| Hotel Astoria | 21/09/2000                           | 1908-1909 Henri van Dievoet                                                            | Beaux-Arts                                          | Hotel                                | KONINGSSTRAAT 101 - 103 |             | 2043-0539/0   | Hotel Astoria |
| Neoclassicistisch huis                                                                                                  | 21/11/1975                           | 1774-1776 Claude Fisco                                                                 | Neoclassicistisch                                   | Huis                                 | KOOLSTRAAT 19 |             | 2043-0050/0   | |
| Neoclassicistisch huis                                                                                                  | 21/11/1975                           | 1774-1776 Claude Fisco                                                                 | Neoclassicistisch                                   | Huis                                 | KOOLSTRAAT 25 |             | 2043-0051/0   | |
| Voormalige Etablissements Blum                                                                                          | 12/03/1998                           | 1934 Fernand Conard                                                                    | Industriële architectuur                            | Industrieel gebouw                   | ANTWERPSELAAN 40, KOOPLIEDENSTRAAT 67 |             | 2043-0431/0   | |
| Voormalige Pharmacie anglaise Ch. Delacre en analyselaboratoria                                                         | 05/09/1996                           | 1898 Paul Saintenoy                                                                    | Neogotisch                                          | Pharmacie                            | KOUDENBERG 64 |             | 2043-0429/0   | Voormalige Pharmacie anglaise Ch. Delacre en analyselaboratoria                                                         |
| Apotheek van de Botanique                                                                                               | 17/06/2010                           | 1911-1912 Colles                                                                       | Eclecticisme, Neo-Vlaamse renaissance               | Pharmacie                            | BROEKSTRAAT 119, KRUIDTUINLAAN 36 - 38 |             | 2043-0813/0   | |
| Neogotische werkmanswoningen                                                                                            | 08/08/1988                           | 1898 G. COCHAUX-SEGARD                                                                 | Neogotisch                                          | Arbeiderswoning                      | ONZE-LIEVE-VROUW VAN VAAKSTRAAT 56 - 58, KRUITMOLENSTRAAT 2 - 18 |             | 2043-0144/0   | Neogotische werkmanswoningen                                                                                            |
| Amerikaanse iep (Ulmus americana)                                                                                       | 17/01/2008                           |                                                                                        |                                                     | Opmerkelijke boom                    | LAKENSESTRAAT 0, AUGUSTIJNENSTRAAT 0 |             | 2043-0379/0   | Amerikaanse iep (Ulmus americana)                                                                                       |
| Huis Dewez | 13/02/1992                           | 1660-1670 Laurent-Benoit Dewez                                                         | Neoclassicisme                                      | Herenhuis                            | LAKENSESTRAAT 73 - 75 |             | 2043-0171/0   | Huis Dewez |
| Vrijmetselaarstempel | 08/08/1988                           | 1909-1910 Paul BONDUELLE                                                               | Neo-Egyptisch                                       | Onbepaald                            | LAKENSESTRAAT 79 |             | 2043-0147/0   | Vrijmetselaarstempel |
| Traditioneel huis | 30/03/1976                           |                                                                                        | Traditionele architectuur                           | Traditioneel huis, Anc. Rég.         | LAKENSESTRAAT 120 |             | 2043-0052/0   | Traditioneel huis |
| Koninklijke Vlaamse Schouwburg (KVS Bol)                                                                                | 09/09/1993                           | 1887 Jean Baes                                                                         | Neo-Vlaamse renaissance                             | Spektakelzaal                        | LAKENSESTRAAT 146 |             | 2043-0099/0   | Koninklijke Vlaamse Schouwburg (KVS Bol)                                                                                |
| Geheel van art-nouveau opbrengsthuizen                                                                                  | 22/12/2005                           | 1910 Jean Michiels                                                                     | Art nouveau                                         | Architecturaal geheel                | LAKENSESTRAAT 171 - 177 |             | 2043-0672/0   | Geheel van art-nouveau opbrengsthuizen                                                                                  |
| Huis Frison | 21/04/1994                           | 1894 Victor Horta                                                                      | Art nouveau                                         | Herenhuis                            | LEBEAUSTRAAT 37 |             | 2043-0236/0   | Huis Frison |
| Neo-vlaamse renaissancehuis                                                                                             | 05/12/2003                           | 1899                                                                                   | Eclecticisme, Neo-Vlaamse renaissance               | Burgerhuis                           | LEBEAUSTRAAT 55 |             | 2043-0661/0   | Neo-vlaamse renaissancehuis                                                                                             |
| Rotonde voor panorama's Castellani                                                                                      | 23/01/2003                           |                                                                                        |                                                     | Rotonde (panorama                    | MAURICE LEMONNIERLAAN 8 - 14 |             | 2043-0508/0   | Rotonde voor panorama's Castellani                                                                                      |
| Eclectisch opbrengsthuis                                                                                                | 28/04/1994                           | 1875 Emile JANLET                                                                      | Eclecticisme                                        | Handels- en opbrengsthuis            | MAURICE LEMONNIERLAAN 80 - 84 |             | 2043-0224/0   | Eclectisch opbrengsthuis                                                                                                |
| Eclectisch opbrengsthuis                                                                                                | 09/02/1995                           | 1875 MIGEVANT                                                                          | Eclecticisme                                        | Handels- en opbrengsthuis            | MAURICE LEMONNIERLAAN 105 - 109 |             | 2043-0298/0   | Eclectisch opbrengsthuis                                                                                                |
| Eclectisch opbrengsthuis                                                                                                | 28/04/1994                           | 1872 Auguste SCHOY                                                                     | Eclecticisme                                        | Handels- en opbrengsthuis            | MAURICE LEMONNIERLAAN 175 |             | 2043-0225/0   | Eclectisch opbrengsthuis                                                                                                |
| Art-nouveauhuis | 28/04/1994                           | 1899 Ernest BLEROT                                                                     | Art nouveau                                         | Huis                                 | MAURICE LEMONNIERLAAN 216 |             | 2043-0243/0   | Art-nouveauhuis |
| Voormalig café Express-Midi voor brouwerij Caulier                                                                      | 03/03/2011                           | Yvan BLOMME, Adrien BLOMME                                                             | Functionalisme                                      | Café                                 | ZUIDLAAN 61, MAURICE LEMONNIERLAAN 218 |             | 2043-0825/0   | Voormalig café Express-Midi voor brouwerij Caulier                                                                      |
| Huis van de schilder David                                                                                              | 24/04/1997                           | 1819-1820 Louis, Emmanuel DAMESME,                                                     | Neoclassicistisch                                   | Voornaam herenhuis                   | LEOPOLDSTRAAT 5 - 7 |             | 2043-0239/0   | Huis van de schilder David                                                                                              |
| Vijgenboom (Ficus carica)                                                                                               | 10/03/2005                           |                                                                                        |                                                     | Opmerkelijke boom                    | LEOPOLDSTRAAT 9 |             | 2043-0704/0   | |
| Overblijfselen van de eerste stadsomwalling van Brussel (muur)                                                          | 26/09/2002                           |                                                                                        |                                                     | Vestingen                            | LEOPOLDSTRAAT 25, WOLVENGRACHT 39 |             | 2043-0576/0   | |
| Voormalig Bestuur der Postchecks, thans Huis van de Vlaamse Volksvertegenwoordigers                                     | 02/04/1998                           | 1937-1948 Victor BOURGEOIS                                                             | Modernisme                                          | Kantoorgebouw                        | LEUVENSEWEG 86 - 88, IJZERENKRUISSTRAAT 99 |             | 2043-0309/0   | Voormalig Bestuur der Postchecks, thans Huis van de Vlaamse Volksvertegenwoordigers                                     |
| Traditioneel huis | 23/07/1992                           | 1696                                                                                   | Barok                                               | Hoekgebouw                           | KOLENMARKT 86, LIEVEVROUWBROERSSTRAAT 3 |             | 2043-0182/0   | Traditioneel huis |
| Geheel van drie traditionele huizen                                                                                     | 30/04/2003                           | Jean Michiels                                                                          | Neoclassicisme, Eclecticisme                        | Traditionele huizen                  | LIEVEVROUWBROERSSTRAAT 5 - 9 |             | 2043-0642/0   | |
| Traditioneel huis | 11/09/2003                           |                                                                                        | Traditionele architectuur                           | Traditioneel huis, Anc. Rég.         | LIEVEVROUWBROERSSTRAAT 8 - 8A |             | 2043-0656/0   | |
| Huis de Roest d'Alkemade                                                                                                | 25/06/1992                           | 1715                                                                                   | Barok                                               | Voornaam herenhuis                   | LIEVEVROUWBROERSSTRAAT 16 - 18 |             | 2043-0174/0   | |
| Geheel van traditionele gebouwen                                                                                        | 11/09/2003                           |                                                                                        |                                                     | Traditionele huizen                  | LIEVEVROUWBROERSSTRAAT 20 - 24 |             | 2043-0644/0   | Geheel van traditionele gebouwen                                                                                        |
| Traditioneel huis | 11/09/2003                           |                                                                                        | Traditionele architectuur                           | Huis                                 | LIEVEVROUWBROERSSTRAAT 31 - 33 |             | 2043-0558/0   | Traditioneel huis |
| Kleuterschool nr. 4 | 16/03/1995                           | 1903-1908 Fernand SYMONS                                                               | Art nouveau                                         | School                               | LOCQUENGHIENSTRAAT 16 |             | 2043-0334/0   | Kleuterschool nr. 4 |
| Voormalige luchterfabriek Kaufmann                                                                                      | 30/04/1998                           | 1906-1907 Paul BONDUELLE, Charly GILSON                                                | Eclecticisme                                        | Fabriek - middelgroot                | LOCQUENGHIENSTRAAT 55 - 57 |             | 2043-0404/0   | Voormalige luchterfabriek Kaufmann                                                                                      |
| Art-nouveauopbrengsthuis                                                                                                | 03/06/1993                           | 1905 Paul Hamesse                                                                      | Art nouveau                                         | Handels- en opbrengsthuis            | LOMBARDSTRAAT 5 - 9 |             | 2043-0237/0   | Art-nouveauopbrengsthuis                                                                                                |
| Art-nouveau-appartementsgebouw                                                                                          | 22/12/2005                           | 1909 Paul Vizzavona                                                                    | Art nouveau                                         | Handels- en opbrengsthuis            | LOMBARDSTRAAT 30 - 32 |             | 2043-0727/0   | Art-nouveau-appartementsgebouw                                                                                          |
| Magdalenakerk | 28/12/1942                           |                                                                                        | Gotisch                                             | Kapel                                | MAGDALENASTEENWEG 0 |             | 2043-0016/0   | Magdalenakerk |
| Sint-Annakapel | 29/11/2001                           |                                                                                        | Barok                                               | Kapel                                | MAGDALENASTEENWEG 0 |             | 2043-0611/0   | Sint-Annakapel |
| Winkelpui Marjolaine | 18/12/1997                           | 1904 Léon SNEYERS                                                                      | Art nouveau                                         | Winkel                               | MAGDALENASTEENWEG 7 |             | 2043-0339/0   | Winkelpui Marjolaine |
| Traditioneel huis | 12/06/2008                           |                                                                                        | Traditionele architectuur                           | Traditioneel huis, Anc. Rég.         | MAGDALENASTEENWEG 21 |             | 2043-0791/0   | |
| Geheel van drie traditionele woningen                                                                                   | 12/06/2008                           |                                                                                        | Traditionele architectuur                           | Traditioneel huis, Anc. Rég.         | MAGDALENASTEENWEG 23 - 27 |             | 2043-0788/0   | Geheel van drie traditionele woningen                                                                                   |
| Traditioneel dubbel huis                                                                                                | 12/06/2008                           |                                                                                        | Traditionele architectuur                           | Traditioneel huis, Anc. Rég.         | MAGDALENASTEENWEG 29 - 31 |             | 2043-0770/0   | Traditioneel dubbel huis                                                                                                |
| Bortiergalerij en voormalige Magdalenamarkt                                                                             | 26/09/1996                           | 1847-1848 Jean-Pierre CLUYSENAAR                                                       | Neorenaissance                                      | Architecturaal geheel                | SINT-JANSSTRAAT 21, DUQUESNOYSTRAAT 14, MAGDALENASTEENWEG 55 - 57 |             | 2043-0308/0   | Bortiergalerij en voormalige Magdalenamarkt                                                                             |
| Neoclassicistisch huis                                                                                                  | 03/07/2008                           | 1826 H.L.F. PARTOES                                                                    | Neoclassicistisch                                   | Huis                                 | MARCQSTRAAT 7 |             | 2043-0776/0   | Neoclassicistisch huis                                                                                                  |
| Martelaarsplein | 10/06/1963                           | 1774-1776 CLAUDE FISCO                                                                 | Neoclassicistisch                                   | Plein                                | MARTELAARSPLEIN 1 - 23 |             | 2043-0026/0   | Martelaarsplein |
| Taverne Falstaff en geheel van opbrengsthuizen                                                                          | 12/10/2000                           |                                                                                        | Eclecticisme                                        | Straatgedeelte                       | ZUIDSTRAAT 1, HENRI MAUSSTRAAT 17 - 51 |             | 2043-0458/0   | Taverne Falstaff en geheel van opbrengsthuizen                                                                          |
| Voormalige Théâtre des Variétés                                                                                         | 16/06/2003                           | 1937 Victor BOURGEOIS, M. GRIDAINE                                                     | Art deco                                            | Spektakelzaal                        | SINT-PIETERSSTRAAT 43, MECHELSESTRAAT 25 |             | 2043-0631/0   | |
| Sint-Jan en Sint-Stefaan Ter Minimenkerk                                                                                | 31/07/1943                           | 1700-1715                                                                              | Barok                                               | Kerk                                 | MINIMENSTRAAT 62 |             | 2043-0017/0   | Sint-Jan en Sint-Stefaan Ter Minimenkerk                                                                                |
| Koninklijke Muntschouwburg                                                                                              | 14/09/2000                           |                                                                                        |                                                     | Spektakelzaal                        | LEOPOLDSTRAAT 4, MUNT 0 |             | 2043-0195/0   | Koninklijke Muntschouwburg                                                                                              |
| Paleis van Karel van Lotharingen, Protestantse Koninkelijke Kapel en                                                    | 22/11/2001                           | 1760 Jean FAULTE, Laurent-Benoit DEWEZ                                                 | Classicisme                                         | Herenhuis                            | MUSEUMPLEIN 0 |             | 2043-0109/0   | Paleis van Karel van Lotharingen, Protestantse Koninkelijke Kapel en                                                    |
| Voormalig atelier en huis van de schilder Cortvriendt                                                                   | 29/01/1998                           | 1900 Léon SNEYERS                                                                      | Art nouveau                                         | Kunstenaarswoning en atelier         | NANCYSTRAAT 6 - 8 |             | 2043-0273/0   | Voormalig atelier en huis van de schilder Cortvriendt                                                                   |
| Geheel van neoclassicistische huizen                                                                                    | 03/06/1999                           |                                                                                        | Neoclassicistisch                                   | Architecturaal geheel                | NIEUWE GRAANMARKT 9 - 34 |             | 2043-0511/0   | Geheel van neoclassicistische huizen                                                                                    |
| Traditioneel huis | 28/04/2005                           |                                                                                        | Traditionele architectuur                           | Traditioneel huis, Anc. Rég.         | NIEUWSTRAAT 39 - 43 |             | 2043-0712/0   | Traditioneel huis |
| Onze-Lieve-Vrouw van de Finistèrekerk                                                                                   | 24/12/1958                           | 1708-1730                                                                              | Barok                                               | Kerk                                 | NIEUWSTRAAT 76 |             | 2043-0022/0   | Onze-Lieve-Vrouw van de Finistèrekerk                                                                                   |
| Ninoofsepoort - voormalige oktrooipavilljoenen                                                                          | 10/09/1998                           | 1832-1834 AUGUSTE-JEAN-JOSEPH PAYEN                                                    | Neoclassicistisch                                   | Architecturaal geheel                | NINOOFSEPOORT 0 |             | 2043-0463/0   | Ninoofsepoort - voormalige oktrooipavilljoenen                                                                          |
| De Kroon van Spanje | 26/04/1989                           | :                                                                                      | Traditionele architectuur                           | Remise voor wagens (postkoetsen, ... | OUD KORENHUIS 0 |             | 2043-0160/0   | De Kroon van Spanje |
| Den Gulden Sleutel | 16/10/1975                           |                                                                                        | Traditionele architectuur                           | Traditioneel huis, Anc. Rég.         | OUD KORENHUIS 29 |             | 2043-0040/0   | Den Gulden Sleutel |
| De Gulde Sterre | 16/10/1975                           |                                                                                        | Traditionele architectuur                           | Traditioneel huis, Anc. Rég.         | OUD KORENHUIS 30 |             | 2043-0039/0   | De Gulde Sterre |
| Den Hoorn | 30/03/1976                           | 1696                                                                                   | Barok                                               | Traditioneel huis, Anc. Rég.         | OUD KORENHUIS 31 |             | 2043-0054/0   | Den Hoorn |
| Overblijfselen van de eerste stadsomwalling van Brussel (muur)                                                          | 26/09/2002                           |                                                                                        |                                                     | Vestingen                            | OUDE GRAANMARKT 30 |             | 2043-0574/0   | |
| Traditioneel huis | 09/03/1995                           |                                                                                        | Traditionele architectuur                           | Hoekgebouw                           | OUDE GRAANMARKT 52 |             | 2043-0331/0   | Traditioneel huis |
| Halte Congres en omringende tuin                                                                                        | 13/04/1995                           | 1948-1953 Maxime Brunfaut                                                              | Industriële architectuur                            | Station                              | PACHECOLAAN 0 |             | 2043-0372/0   | |
| Sint-Rochuspoort | 07/12/1984                           |                                                                                        |                                                     | Poort                                | PAPENVEST 21 - 23, OOIEVAARSSTRAAT 0 |             | 2043-0093/0   | Sint-Rochuspoort |
| Geheel gevormd door de Sint-Rochuspoort en de Ooievaarsstraat                                                           | 07/12/1984                           |                                                                                        |                                                     | Divers                               | PAPENVEST 21 - 23, OOIEVAARSSTRAAT 1 - 17 |             | 2043-0094/0   | Geheel gevormd door de Sint-Rochuspoort en de Ooievaarsstraat                                                           |
| Tempels van de vrijmetselaarsloge Les Amis Philanthropes (gevels)                                                       | 21/11/1975                           | 1774-1776 CLAUDE FISCO                                                                 | Neoclassicistisch                                   | Onbepaald                            | PETERSELIESTRAAT 6 - 12 |             | 2043-0047/0   | |
| Tempels van de vrijmetselaarsloge Les Amis Philanthropes (interieur)                                                    | 22/10/1998                           | 1774-1776 CLAUDE FISCO                                                                 | Neoclassicistisch                                   | Onbepaald                            | PETERSELIESTRAAT 6 - 12 |             | 2043-0537/0   | Tempels van de vrijmetselaarsloge Les Amis Philanthropes (interieur)                                                    |
| Justitiepaleis | 03/05/2001 (aangepast op 28/02/2008) | 1862-1883 Joseph POELAERT                                                              | Eclecticisme                                        | Gerechtsgebouw                       | Poelaertplein 1 |             | 2043-0077/0   | Justitiepaleis |
| Brits oorlogsmonument                                                                                                   | 30/4/2015                            |                                                                                        |                                                     |                                      | Poelaertplein |             | 2043-0885/0   | Brits oorlogsmonument                                                                                                   |
| Monument ter ere van de Belgische infanterie                                                                            | 30/4/2015                            |                                                                                        |                                                     |                                      | Poelaertplein |             | 2043-0886/0   | Monument ter ere van de Belgische infanterie                                                                            |
| Traditioneel huis | 15/03/1983                           |                                                                                        | Traditionele architectuur, Neoclassicistisch        | Portaal                              | BRANDHOUTKAAI 23, POPULIERSTRAAT 2A - 2 |             | 2043-0080/0   | |
| Chez Vincent | 20/09/2001                           |                                                                                        | Traditionele architectuur                           | Traditioneel huis, Anc. Rég.         | PREDIKHERENSTRAAT 8 - 10 |             | 2043-0578/0   | Chez Vincent |
| Geheel van traditionele huizen                                                                                          | 20/09/2001                           |                                                                                        | Traditionele architectuur                           | Traditionele huizen                  | SCHILDKNAAPSSTRAAT 53, PREDIKHERENSTRAAT 32 - 34 |             | 2043-0605/0   | Geheel van traditionele huizen                                                                                          |
| Voormalig Hotel d'Ittre                                                                                                 | 19/12/2002                           |                                                                                        | Classicisme                                         | Traditioneel huis, Anc. Rég.         | PHILIPPE DE CHAMPAGNESTRAAT 54 - 56, PRIEMSTRAAT 21 |             | 2043-0626/0   | Voormalig Hotel d'Ittre                                                                                                 |
| De Clèves-Ravensteinhuis                                                                                                | 27/09/1937                           |                                                                                        | Renaissance, Gotisch                                | Herenhuis                            | RAVENSTEINSTRAAT 1 - 3 |             | 2043-0014/0   | De Clèves-Ravensteinhuis                                                                                                |
| Paleis voor Schone Kunsten                                                                                              | 19/04/1977                           | 1922-1928 Victor Horta                                                                 | Art deco                                            | Museum                               | RAVENSTEINSTRAAT 5, RAVENSTEINSTRAAT 23, KONINGSSTRAAT |             | 2043-0067/0   | Paleis voor Schone Kunsten                                                                                              |
| Baden van Brussel | 06/05/2010                           | 1949 Maurice Van Nieuwenhuyse                                                          | Modernisme                                          | Zwembad                              | REEBOKSTRAAT 28 |             | 2043-0801/0   | Baden van Brussel |
| Twee neoclassicistische hoekgebouwen                                                                                    | 19/04/1977                           | 1835 AUGUSTE-JEAN-JOSEPH PAYEN                                                         | Neoclassicistisch                                   | Hoekgebouw                           | NAAMSESTRAAT 99 - 103, NAAMSESTRAAT 84 - 88, WATERLOOLAAN 1, REGENTLAAN 1 |             | 2043-0070/0   | Twee neoclassicistische hoekgebouwen                                                                                    |
| Brugmann herenhuis (van de familie Brugmann)                                                                            | 28/01/1993                           | 1902-1903 Henri Maquet                                                                 | Eclecticisme                                        | Voornaam herenhuis                   | REGENTLAAN 31 - 33 |             | 2043-0240/0   | Brugmann herenhuis (van de familie Brugmann)                                                                            |
| Beeldentuin van de Koninklijke Musea voor Schone Kunsten                                                                | 17/09/1998                           |                                                                                        |                                                     | Park                                 | REGENTSCHAPSSTRAAT 0 |             | 2043-0346/0   | Beeldentuin van de Koninklijke Musea voor Schone Kunsten                                                                |
| Rekenhof | 06/09/2001                           | 1776-1781 Barnabé GUIMARD                                                              | Classicisme                                         | Paleis                               | KONINGSPLEIN 4, NAAMSESTRAAT 1 - 3, BODENBROEKSTRAAT 0, REGENTSCHAPSSTRAAT 2 |             | 2043-0566/0   | Rekenhof |
| Museum voor Oude Kunst en bijgebouw                                                                                     | 06/05/2004                           | 1876-1880 Alphonse BALAT                                                               | Neoclassicisme, Eclecticisme                        | Museum                               | MUSEUMSTRAAT 5 - 9, REGENTSCHAPSSTRAAT 3 - 5 |             | 2043-0653/0   | |
| Koninklijk Muziekconservatorium                                                                                         | 09/09/1993                           | 1867-1876 Jean-Pierre CLUYSENAAR                                                       | Eclecticisme                                        | School                               | WOLSTRAAT 3 - 5, REGENTSCHAPSSTRAAT 30 - 30A |             | 2043-0106/0   | Koninklijk Muziekconservatorium                                                                                         |
| Hoofdsynagoge van Brussel                                                                                               | 09/02/1995                           | 1875 D. DE KEYSER                                                                      | Neobyzantijns                                       | Synagoge                             | JOSEPH DUPONTSTRAAT 2, REGENTSCHAPSSTRAAT 32 |             | 2043-0303/0   | Hoofdsynagoge van Brussel                                                                                               |
| Onze-Lieve-Vrouw Ter Rijke Klarenkerk                                                                                   | 27/09/1937                           | 1665-1680 Lucas FAYD'HERBE                                                             | Barok                                               | Kerk                                 | RIJKEKLARENSTRAAT 23 |             | 2043-0013/0   | Onze-Lieve-Vrouw Ter Rijke Klarenkerk                                                                                   |
| Voormalige herberg L'estrille du Vieux-Bruxelles                                                                        | 23/10/2003                           |                                                                                        | Traditionele architectuur                           | Traditionele huizen                  | ROLLEBEEKSTRAAT 7 - 9 |             | 2043-0623/0   | Voormalige herberg L'estrille du Vieux-Bruxelles                                                                        |
| Neoclassicistisch huis                                                                                                  | 24/04/1997                           | 1892 Albert Dumont                                                                     | Louis XV, Neoclassicistisch                         | Herenhuis                            | SCHILDKNAAPSSTRAAT 34 |             | 2043-0238/0   | |
| Voormalige oosterse tapijtenhandel Benezra                                                                              | 23/04/1998                           | 1922 Adrien Blomme                                                                     | Art deco, Modernisme                                | Handels- en opbrengsthuis            | SCHILDKNAAPSSTRAAT 41 |             | 2043-0521/0   | Voormalige oosterse tapijtenhandel Benezra                                                                              |
| Art-nouveauopbrengsthuis                                                                                                | 26/01/1995                           | 1907-1912 Paul Hamesse                                                                 | Art nouveau                                         | Handels- en opbrengsthuis            | SCHILDKNAAPSSTRAAT 47 - 47 A |             | 2043-0289/0   | Art-nouveauopbrengsthuis                                                                                                |
| Theater Toone en Schuddeveldgang                                                                                        | 27/02/1997                           |                                                                                        |                                                     | Traditioneel huis, Anc. Rég.         | SCHUDDEVELDGANG 6 |             | 2043-0110/0   | Theater Toone en Schuddeveldgang                                                                                        |
| Voormalig dodenhuis en politiebureau van de Stad Brussel                                                                | 03/04/2003                           | 1896-1897 ERNEST ACKER                                                                 | Eclecticisme                                        | Onbepaald                            | OPPEMSTRAAT 39, SINT-ANDRIESSTRAAT 2 - 4 |             | 2043-0634/    | Voormalig dodenhuis en politiebureau van de Stad Brussel                                                                |
| Sint-Michiels en Sint-Goedele Kathedraal                                                                                | 05/03/1936                           |                                                                                        | Gotisch                                             | Kathedraal                           | SINTER-GOEDELEVOORPLEIN 0 |             | 2043-0003/0   | Sint-Michiels en Sint-Goedele Kathedraal                                                                                |
| Kindertuin | 30/03/1976                           | 1897-1899 Victor Horta                                                                 | Art nouveau                                         | School                               | SINT-GISLEINSSTRAAT 40 |             | 2043-0055/0   | Kindertuin |
| Sint-Goriksmarkt | 26/01/1987                           | 1881 Adolphe VANDERHEGGEN                                                              | Neo-Vlaamse renaissance                             | Overdekte markt                      | SINT-GORIKSPLEIN 0 |             | 2043-0118/0   | Sint-Goriksmarkt |
| Monument aan Gabrielle Petit                                                                                            | 30/4/2015                            |                                                                                        |                                                     |                                      | Sint-Jansplein |             | 2043-0887/0   | Monument aan Gabrielle Petit                                                                                            |
| Baroktoren van de voormalige Sint-Katelijnekerk                                                                         | 05/03/1936                           | 1629-1664                                                                              | Barok                                               | Toren                                | SINT-KATELIJNEPLEIN 0 |             | 2043-0001/0   | Baroktoren van de voormalige Sint-Katelijnekerk                                                                         |
| Zwarte toren | 01/02/1937                           |                                                                                        |                                                     | Toren                                | SINT-KATELIJNEPLEIN 0 |             | 2043-0012/0   | Zwarte toren |
| Sint-Katelijnekerk | 07/12/1981                           | 1854-1873 Joseph POELAERT                                                              | Eclecticisme                                        | Kerk                                 | SINT-KATELIJNEPLEIN 0b |             | 2043-0075/0   | Sint-Katelijnekerk |
| Eerste elektriciteitscentrale van Brussel                                                                               | 12/03/1998                           | 1901                                                                                   | Industriële architectuur                            | Elektriciteitscentrale               | MELSENSSTRAAT 28, SINT-KATELIJNEPLEIN 45 |             | 2043-0422/0   | Eerste elektriciteitscentrale van Brussel                                                                               |
| Kantoren en ateliers van de eerste elektriciteitscentrale                                                               | 12/03/1998                           | 1901                                                                                   | Eclecticisme                                        | Kantoorgebouw                        | SINT-KATELIJNESTRAAT 9 A - 19 |             | 2043-0423/0   | Kantoren en ateliers van de eerste elektriciteitscentrale                                                               |
| Voormalige winkel Sarma en traditioneel achterhuis                                                                      | 28/04/1994                           | 1600-1699                                                                              | Traditionele architectuur                           | Traditioneel huis, Anc. Rég.         | SINT-KATELIJNESTRAAT 12 - 14 |             | 2043-0286/0   | Voormalige winkel Sarma en traditioneel achterhuis                                                                      |
| Traditioneel huis | 28/04/1994                           | 1600-1795                                                                              | Vlaamse barok                                       | Traditioneel huis, Anc. Rég.         | SINT-KATELIJNESTRAAT 18 |             | 2043-0287/0   | Traditioneel huis |
| Geheel van traditionele huizen                                                                                          | 19/07/2001                           |                                                                                        | Eclecticisme, Traditionele architectuur             | Traditionele huizen                  | KINNEBAKSTRAAT 0, SINT-KATELIJNESTRAAT 26 - 42 |             | 2043-0608/0   | Geheel van traditionele huizen                                                                                          |
| Overblijselen van de eerste stadsomwalling van Brussel (muur)                                                           | 26/09/2002                           |                                                                                        |                                                     | Vestingen                            | SINT-KATELIJNESTRAAT 40 - 42 |             | 2043-0575/0   | |
| Traditioneel huis | 08/08/1988                           |                                                                                        | Classicisme, Barok, Traditionele architectuur       | Traditioneel huis, Anc. Rég.         | OUDE GRAANMARKT 2 - 4, SINT-KATELIJNESTRAAT 46 - 48 |             | 2043-0148/0   | Traditioneel huis |
| Klooster van de Rijke Klaren (Brussel)                                                                                  | 24/03/1981                           | 1621-1790                                                                              | Traditionele architectuur                           | Klooster                             | RIJKEKLARENSTRAAT 23, SINT-KRISTOFFELSSTRAAT 32 - 38 |             | 2043-0071/0   | Klooster van de Rijke Klaren (Brussel)                                                                                  |
| Voormalige Etablissements Absalon                                                                                       |                                      |                                                                                        |                                                     | Varia                                | SINT-KRISTOFFELSSTRAAT 41 - 45, ARTEVELDESTRAAT 70 - 72 |             | 2043-0439/0   | |
| Voormalige drukkerij van het dagblad Le Peuple                                                                          | 26/04/1989                           | 1892 Maxime BRUNFAUT                                                                   | Art deco, Modernisme                                | Drukkerij                            | SINT-LAURENSSTRAAT 30 - 34 |             | 2043-0161/0   | Voormalige drukkerij van het dagblad Le Peuple                                                                          |
| Neoclassicistisch huis                                                                                                  | 21/11/1975                           | 1774-1776 CLAUDE FISCO                                                                 | Neoclassicistisch                                   | Huis                                 | SINT-MICHIELSSTRAAT 37 |             | 2043-0048/0   | Neoclassicistisch huis                                                                                                  |
| Neoclassicistisch huis                                                                                                  | 21/11/1975                           | 1774-1776 CLAUDE FISCO                                                                 | Neoclassicistisch                                   | Huis                                 | SINT-MICHIELSSTRAAT 39 |             | 2043-0049/0   | Neoclassicistisch huis                                                                                                  |
| Voormalig onderstation van de elektriciteitscentrale                                                                    | 24/09/1998                           | 1927 François Malfait                                                                  | Industriële architectuur                            | Elektriciteitscentrale               | SLACHTHUISLAAN 9 |             | 2043-0407/0   | Voormalig onderstation van de elektriciteitscentrale                                                                    |
| Loodtoren | 27/07/1984                           | 1898                                                                                   | Industriële archeologie                             | Toren                                | FABRIEKSSTRAAT 54, SLACHTHUISLAAN 24 - 26 |             | 2043-0092/0   | Loodtoren |
| Geheel van traditionele huizen en voormalige hertog van Savoyegang                                                      | 20/09/2001                           |                                                                                        | Traditionele architectuur                           | Traditionele huizen                  | SPOORMAKERSSTRAAT 43 - 73 |             | 2043-0545/0   | |
| Geheel van traditionele huizen                                                                                          | 20/09/2001                           | 1600                                                                                   | Traditionele architectuur                           | Traditionele huizen                  | SPOORMAKERSSTRAAT 58 - 62 |             | 2043-0568/0   | Geheel van traditionele huizen                                                                                          |
| Huis Jamaer | 08/08/1988                           | 1876 Victor JAMAER                                                                     | Eclecticisme                                        | Herenhuis                            | STALINGRADLAAN 62 |             | 2043-0135/0   | Huis Jamaer |
| Fontein den Spauwer | 10/10/2002                           |                                                                                        | Renaissance                                         | Fontein                              | STEENSTRAAT 57 |             | 2043-0624/0   | |
| Manneken Pis | 16/10/1975                           |                                                                                        |                                                     | Beeldhouwwerk                        | STOOFSTRAAT 0, EIKSTRAAT 0 |             | 2043-0037/0   | Manneken Pis |
| Geheel van traditionele huizen                                                                                          | 26/06/2003                           |                                                                                        | Traditionele architectuur                           | Traditionele huizen                  | STOOFSTRAAT 34 - 42 |             | 2043-0622/0   | |
| Traditioneel huis | 26/06/2003                           |                                                                                        | Traditionele architectuur                           | Traditioneel huis, Anc. Rég.         | STOOFSTRAAT 37 |             | 2043-0616/0   | Traditioneel huis |
| Traditioneel huis | 26/06/2003                           |                                                                                        | Traditionele architectuur                           | Traditioneel huis, Anc. Rég.         | STOOFSTRAAT 39 |             | 2043-0617/0   | Traditioneel huis |
| Traditioneel huis | 26/06/2003                           |                                                                                        | Traditionele architectuur                           | Traditioneel huis, Anc. Rég.         | STOOFSTRAAT 41 |             | 2043-0618/0   | Traditioneel huis |
| Geheel van vijf neoclassicistische huizen                                                                               | 11/09/2003                           | 1839-1863                                                                              | Neoclassicistisch                                   | Architecturaal geheel                | STOOFSTRAAT 43 - 55 |             | 2043-0643/0   | |
| Traditioneel huis | 26/06/2003                           |                                                                                        | Traditionele architectuur                           | Traditioneel huis, Anc. Rég.         | STOOFSTRAAT 57 |             | 2043-0619/0   | Traditioneel huis |
| Neoclassicistisch huis                                                                                                  | 26/06/2003                           |                                                                                        | Neoclassicisme                                      | Huis                                 | STOOFSTRAAT 59 |             | 2043-0556/0   | Neoclassicistisch huis                                                                                                  |
| Traditioneel huis | 26/06/2003                           |                                                                                        | Traditionele architectuur                           | Huis                                 | STOOFSTRAAT 63 |             | 2043-0557/0   | Traditioneel huis |
| Geheel van drie traditionele huizen                                                                                     | 11/09/2003                           |                                                                                        |                                                     | Traditionele huizen                  | STOOFSTRAAT 65, MUSSENSTRAAT 18 - 20 |             | 2043-0640/0   | |
| Monument De Brabançonne                                                                                                 | 30/4/2015                            |                                                                                        |                                                     |                                      | Surlet de Chokierplein |             | 2043-0889/0   | Monument De Brabançonne                                                                                                 |
| Geheel van traditionele huizen tegen de Sint-Niklaaskerk                                                                | 20/09/2001                           |                                                                                        |                                                     | Architecturaal geheel                | KORTE BOTERSTRAAT 1 - 17, GRASMARKT 1 - 5, TABORASTRAAT 2 -16 |             | 2043-0004/01  | Geheel van traditionele huizen tegen de Sint-Niklaaskerk                                                                |
| Geheel van traditionele huizen                                                                                          | 13/12/2001                           |                                                                                        | Traditionele architectuur                           | Traditionele huizen                  | TABORASTRAAT 5 - 7 |             | 2043-0589/0   | |
| Geheel van traditionele huizen                                                                                          | 05/12/2002                           |                                                                                        |                                                     | Traditionele huizen                  | TIMMERHOUTKAAI 1 - 5 |             | 2043-0625/0   | Geheel van traditionele huizen                                                                                          |
| Huis Ories of Hansehuis                                                                                                 | 30/03/1976                           | 1711                                                                                   | Louis XIV                                           | Herenhuis                            | TIMMERHOUTKAAI 9 |             | 2043-0053/0   | Huis Ories of Hansehuis                                                                                                 |
| Herberg In de Drij Visschen                                                                                             | 19/04/1977                           | 1606                                                                                   | Traditionele architectuur                           | Traditioneel huis, Anc. Rég.         | TIMMERHOUTKAAI 10 |             | 2043-0068/0   | Herberg In de Drij Visschen                                                                                             |
| Traditioneel huis | 08/08/1988                           |                                                                                        | Traditionele architectuur                           | Traditioneel huis, Anc. Rég.         | TREURENBERG 5 |             | 2043-0136/0   | Traditioneel huis |
| Traditioneel huis | 08/08/1988                           |                                                                                        | Traditionele architectuur                           | Traditioneel huis, Anc. Rég.         | TREURENBERG 7 |             | 2043-0137/0   | Traditioneel huis |
| Overblijselen van de eerste stadsomwalling van Brussel (Plebaantoren +                                                  | 27/06/1991                           |                                                                                        |                                                     |                                      | WILDEWOUDSTRAAT 15, TREURENBERG 10 |             | 2043-0162/0   | Overblijselen van de eerste stadsomwalling van Brussel (Plebaantoren +                                                  |
| Sint-Jan Berchmanscollege                                                                                               | 08/11/2001                           | 1909-1914 G. COCHAUX-SEGARD                                                            | Eclecticisme                                        | Scholencomplex                       | PRIEMSTRAAT 0, URSULINENSTRAAT 4 |             | 2043-0493/01  | Sint-Jan Berchmanscollege                                                                                               |
| Huis Baes | 08/09/1994                           | 1888 Jean Baes                                                                         | Eclecticisme                                        | Huis                                 | VAN MOERSTRAAT 12 |             | 2043-0327/0   | Huis Baes |
| Traditionele huizen | 05/05/1994                           |                                                                                        | Traditionele architectuur                           | Traditioneel huis, Anc. Rég.         | VARKENSMARKT 11 - 13 |             | 2043-0301/0   | Traditionele huizen |
| Le Cheval Marin | 20/11/2003                           | 1680                                                                                   | Renaissance                                         | Traditioneel huis, Anc. Rég.         | BAKSTEENKAAI 90, VARKENSMARKT 23 |             | 2043-0460/0   | Le Cheval Marin |
| Eclectisch huis | 08/08/1988                           | 1880 Alphonse Dumont                                                                   | Eclecticisme                                        | Huis                                 | VERENIGINGSTRAAT 26 |             | 2043-0138/0   | Eclectisch huis |
| Eclectisch huis | 08/08/1988                           | 1887                                                                                   | Classicistisch eclecticisme                         | Huis                                 | VERENIGINGSTRAAT 28 |             | 2043-0139/0   | Eclectisch huis |
| Neogotisch huis | 08/08/1988                           | 1887 J. Picquet                                                                        | Neogotisch                                          | Huis                                 | VERENIGINGSTRAAT 32 |             | 2043-0140/0   | Neogotisch huis |
| Korte Violetstraat | 25/09/1997                           |                                                                                        |                                                     | Openbare weg                         | KORTE VIOLETSTRAAT 0 |             | 2043-0281/0   | Korte Violetstraat |
| Geheel van traditionele huizen                                                                                          | 15/06/2000                           |                                                                                        |                                                     | Traditionele huizen                  | VIOLETSTRAAT 10 - 12, VIOLETSTRAAT 18 - 20 |             | 2043-0201/1   | |
| Traditioneel huis | 04/09/2003                           |                                                                                        | Traditionele architectuur                           | Traditioneel huis, Anc. Rég.         | VIOLETSTRAAT 38 |             | 2043-0660/0   | |
| Traditioneel huis | 13/07/2006                           | 1742                                                                                   | Traditionele architectuur                           | Traditioneel huis, Anc. Rég.         | VLAAMSESTEENWEG 3 |             | 2043-0710/0   | Traditioneel huis |
| Huis in Lodewijk XV-stijl                                                                                               | 18/03/2004                           |                                                                                        | Louis XV                                            | Huis                                 | VLAAMSESTEENWEG 8 |             | 2043-0678/0   | Huis in Lodewijk XV-stijl                                                                                               |
| Bellonahuis | 03/08/1956                           | 1697 Jan Cosyn                                                                         | Barok                                               | Traditioneel huis, Anc. Rég.         | VLAAMSESTEENWEG 46 |             | 2043-0021/0   | Bellonahuis |
| Traditioneel huis | 09/06/2005                           |                                                                                        | Traditionele architectuur                           | Traditioneel huis, Anc. Rég.         | ROOSTERGANG 0, VLAAMSESTEENWEG 98 |             | 2043-0709/0   | Traditioneel huis |
| Traditioneel huis | 09/06/2005                           |                                                                                        | Traditionele architectuur                           | Traditioneel huis, Anc. Rég.         | VLAAMSESTEENWEG 99 |             | 2043-0715/0   | Traditioneel huis |
| Traditioneel huis | 09/06/2005                           |                                                                                        | Traditionele architectuur                           | Traditioneel huis, Anc. Rég.         | VLAAMSESTEENWEG 122 |             | 2043-0716/0   | Traditioneel huis |
| Geheel van twee traditionele huizen                                                                                     | 09/06/2005                           |                                                                                        | Traditionele architectuur                           | Traditionele huizen                  | VLAAMSESTEENWEG 140 - 142 |             | 2043-0718/0   | Geheel van twee traditionele huizen                                                                                     |
| Traditioneel achterhuis                                                                                                 | 09/06/2005                           |                                                                                        | Traditionele architectuur                           | Achterhuis, anc. rég.                | VLAAMSESTEENWEG 165 |             | 2043-0703/0   | Traditioneel achterhuis                                                                                                 |
| Geheel van traditionele huizen en Voermansgang                                                                          | 13/07/2006                           |                                                                                        | Traditionele architectuur                           | Architecturaal geheel                | VLAAMSESTEENWEG 176 - 180 |             | 2043-0719/0   | Geheel van traditionele huizen en Voermansgang                                                                          |
| Geheel van traditionele huizen                                                                                          | 20/09/2001                           |                                                                                        | Traditionele architectuur                           | Traditionele huizen                  | VLEES-EN-BROODSTRAAT 1 - 7 |             | 2043-0570/0   | |
| Vrijheidsplein | 04/10/1983                           |                                                                                        |                                                     | Groen plein                          | VRIJHEIDSPLEIN 0 |             | 2043-0081/0   | Vrijheidsplein |
| Café-brasserie A la Mort Subite                                                                                         | 17/09/1998                           | 1902                                                                                   | Eclecticisme                                        | Handels- en opbrengsthuis            | WARMOESBERG 5 - 7 |             | 2043-0268/0   | Café-brasserie A la Mort Subite                                                                                         |
| Traditioneel huis | 08/12/1983                           | 1769                                                                                   | Louis XV, Traditionele architectuur                 | Traditioneel huis, Anc. Rég.         | WARMOESBERG 11 |             | 2043-0083/0   | Traditioneel huis |
| Overblijfselen van de eerste stadsomwalling van Brussel (muur)                                                          | 26/09/2002                           |                                                                                        |                                                     | Vestingen                            | WARMOESBERG 37 - 43 |             | 2043-0498/0   | |
| Voormalige zetel van de Union du Crédit belge                                                                           | 29/02/1984                           | 1872 D. DE KEYSER                                                                      | Eclecticisme                                        | Bankgebouw                           | WARMOESBERG 57 |             | 2043-0086/0   | Voormalige zetel van de Union du Crédit belge                                                                           |
| Egmontpark | 20/07/1972                           |                                                                                        |                                                     | Park                                 | WATERLOOLAAN 30A, WOLSTRAAT 0, GROTEHERTSTRAAT 0 |             | 2043-0032/0   | Egmontpark |
| Voorportaal en ingang van het Egmontpark                                                                                | 11/09/1992                           | 1759-1762 Giovanni Niccolò Servandoni                                                  | Neoclassicisme                                      | Divers                               | WATERLOOLAAN 30 - 31 |             | 2043-0167/0   | Voorportaal en ingang van het Egmontpark                                                                                |
| Park van Brussel | 21/06/1971                           |                                                                                        |                                                     | Park                                 | PARK 0, WETSTRAAT 0, KONINGSSTRAAT 0, PALEIZENPLEIN 0, |             | 2043-0030/0   | Park van Brussel |
| Théâtre Royal du Parc                                                                                                   | 09/03/1995                           |                                                                                        | Neoclassicisme, Eclecticisme                        | Spektakelzaal                        | WETSTRAAT 3 |             | 2043-0333/0   | Théâtre Royal du Parc                                                                                                   |
| Cercle Royal Gaulois Artistique et Littéraire                                                                           | 09/03/1995                           | 1782 MONTOYER                                                                          | Classicisme                                         | Spektakelzaal                        | PARK 0, WETSTRAAT 5 |             | 2043-0343/0   | Cercle Royal Gaulois Artistique et Littéraire                                                                           |
| Waux Hall | 19/05/1994                           |                                                                                        | Classicistisch eclecticisme                         | Spektakelzaal                        | PARK 0, WETSTRAAT 5 |             | 2043-0185/0   | Waux Hall |
| Traditioneel huis | 02/04/1992                           |                                                                                        | Traditionele architectuur                           | Traditioneel huis, Anc. Rég.         | WILDEWOUDSTRAAT 16 |             | 2043-0120/0   | Traditioneel huis |
| Geheel van neoclassicistische herenhuizen                                                                               | 19/07/2001                           | 1832-1850 MÉLOT                                                                        | Neoclassicisme                                      | Architecturaal geheel                | WOLSTRAAT 1 - 9 |             | 2043-0453/0   | Geheel van neoclassicistische herenhuizen                                                                               |
| Geheel van eclectische huizen                                                                                           | 29/06/1984                           | 1900-1901 Camille DAMMAN, A. GELLE, Jules PRÉMONT, Guillaume LOW, Maurice VAN YSENDYCK | Eclecticisme, Neogotisch                            | Huis                                 | WOLSTRAAT 4 - 56 |             | 2043-0090/0   | Geheel van eclectische huizen                                                                                           |
| Huis de Lannoy | 19/07/2001                           | 1762                                                                                   | Classicisme                                         | Voornaam herenhuis                   | WOLSTRAAT 13 |             | 2043-0516/0   | Huis de Lannoy |
| Huis de Beaufort | 19/07/2001                           |                                                                                        | Louis XV                                            | Voornaam herenhuis                   | WOLSTRAAT 17 |             | 2043-0533/0   | Huis de Beaufort |
| Huis de Merode-Westerloo                                                                                                | 17/04/1997                           | 1618                                                                                   | Traditionele architectuur                           | Herenhuis                            | WOLSTRAAT 23 |             | 2043-0433/0   | Huis de Merode-Westerloo                                                                                                |
| Voormalig Theater La Gaîté                                                                                              | 05/03/1998                           |                                                                                        | Beaux-Arts                                          | Spektakelzaal                        | WOLVENGRACHT 18 |             | 2043-0480/0   | Voormalig Theater La Gaîté                                                                                              |
| Herenhuis in Lodewijk XV-stijl                                                                                          | 20/01/2005                           |                                                                                        | Louis XV                                            | Architecturaal geheel                | WOLVENGRACHT 32 |             | 2043-0679/0   | Herenhuis in Lodewijk XV-stijl                                                                                          |
| Overblijfselen van de eerste stadsomwalling (muur + toren)                                                              | 05/10/1984                           |                                                                                        |                                                     | Vestingen                            | WOLVENGRACHT 43 |             | 2043-0100/0   | |
| Voormalig warenhuis Waucquez                                                                                            | 16/10/1975                           | 1903-1906 Victor Horta                                                                 | Art nouveau                                         | Winkel                               | ZANDSTRAAT 20 |             | 2043-0041/0   | Voormalig warenhuis Waucquez                                                                                            |
| Voormalige Presse Socialiste                                                                                            | 12/06/2003                           | 1936-1937 RICHARD PRINGIERS, RICHARD PRINGIERS                                         | Modernisme, Art nouveau, Functionalisme             | Industrieel geheel                   | ZANDSTRAAT 29 - 35 |             | 2043-0161/01  | Voormalige Presse Socialiste                                                                                            |
| Neoclassicistisch huis                                                                                                  | 21/11/1975                           | 1774-1776 Claude Fisco                                                                 | Neoclassicistisch                                   | Huis                                 | ZILVERSTRAAT 30 |             | 2043-0046/0   | Neoclassicistisch huis                                                                                                  |
| Neoclassicistisch huis                                                                                                  | 21/11/1975                           | 1774-1776 Claude Fisco                                                                 | Neoclassicistisch                                   | Huis                                 | ZILVERSTRAAT 32 |             | 2043-0045/0   | Neoclassicistisch huis                                                                                                  |
| Neoclassicistisch huis                                                                                                  | 21/11/1975                           | 1774-1776 Claude Fisco                                                                 | Neoclassicistisch                                   | Huis                                 | ZILVERSTRAAT 34 |             | 2043-0044/0   | Neoclassicistisch huis                                                                                                  |
| Hallepoort | 13/09/1990                           | 1381-1383                                                                              |                                                     | Toren                                | ZUIDLAAN 0 |             | 2043-0164/0   | Hallepoort |
| Overblijfselen van de eerste omwalling van Brussel (muur)                                                               | 26/09/2002                           |                                                                                        |                                                     | Vestingen                            | ZUIDSTRAAT 112 - 114 |             | 2043-0571/0   | |
| Toren van de eerste stadsomwalling                                                                                      | 09/03/1995                           |                                                                                        | Niet gedefinieerd                                   | Eerste stadsomwalling                | ZUIDSTRAAT 118 - 120 |             | 2043-0393/0   | |

## Uitbreiding Oost
| Object                                                                                        | Datum beschermd? | Bouwjaar/architect                          | Stijl                                    | Typologie                    | Adres                                                                                           | Coördinaten | Id-nummer?  | Afbeelding                                                            |
| --------------------------------------------------------------------------------------------- | ---------------- | ------------------------------------------- | ---------------------------------------- | ---------------------------- | ----------------------------------------------------------------------------------------------- | ----------- | ----------- | --------------------------------------------------------------------- |
| Geheel van neoclassicistische huizen                                                          | 21/03/1996       | 1860-1880                                   | Classicistisch eclecticisme              | Herenhuis                    | AARLENSTRAAT 63 - 67                                                                            |             | 2043-0267/0 | Geheel van neoclassicistische huizen                                  |
| Concert Noble                                                                                 | 27/10/1983       | 1872-1873 Henri Beyaert                     | Neoclassicistisch                        | Spektakelzaal                | AARLENSTRAAT 82 - 84                                                                            |             | 2043-0101/0 | Concert Noble                                                         |
| Neoclassicistisch herenhuis                                                                   | 04/04/1996       | 1866-1870                                   | Neoclassicistisch                        | Herenhuis                    | AARLENSTRAAT 92                                                                                 |             | 2043-0265/0 | Neoclassicistisch herenhuis                                           |
| Ambiorixsquare, Marie-Louizasquare, Margaretasquare en Palmerstonlaan                         | 14/07/1994       |                                             |                                          | Plantsoen                    | AMBIORIXSQUARE 0, MARIA-LOUIZASQUARE 0, MARGARETASQUARE 0, PALMERSTONLAAN 0                     |             | 2043-0197/0 | Ambiorixsquare, Marie-Louizasquare, Margaretasquare en Palmerstonlaan |
| Huis Saint-Cyr                                                                                | 08/08/1988       | 1905 Gustave STRAUVEN                       | Art nouveau                              | Huis                         | AMBIORIXSQUARE 11                                                                               |             | 2043-0119/0 | Huis Saint-Cyr                                                        |
| Art-nouveauhuis                                                                               | 09/02/2006       | 1899 Georges Hobé                           | Art nouveau                              | Voornaam herenhuis           | AMBIORIXSQUARE 50                                                                               |             | 2043-0725/0 | Art-nouveauhuis                                                       |
| Eclectisch huis                                                                               | 21/03/1996       | 1840 Jean-Pierre Cluysenaar                 | Eclecticisme                             | Huis                         | BELLIARDSTRAAT 3                                                                                |             | 2043-0242/0 | Eclectisch huis                                                       |
| Geheel van eclectische herenhuizen                                                            | 28/03/1996       |                                             |                                          | Architecturaal geheel        | BELLIARDSTRAAT 19 - 23                                                                          |             | 2043-0312/0 | Geheel van eclectische herenhuizen                                    |
| Geheel van herenhuizen                                                                        | 27/10/1994       |                                             |                                          | Architecturaal geheel        | BELLIARDSTRAAT 37 - 43                                                                          |             | 2043-0212/0 | Geheel van herenhuizen                                                |
| Neoclassicistisch herenhuis                                                                   | 21/03/1996       | 1872-1874                                   | Neoclassicistisch                        | Herenhuis                    | BELLIARDSTRAAT 58                                                                               |             | 2043-0260/0 | Neoclassicistisch herenhuis                                           |
| Voormalig Anatomisch Instituut                                                                | 08/08/1988       | 1893-1898 Jules-Jacques VAN YSENDYCK        |                                          | Onbepaald                    | BELLIARDSTRAAT 137                                                                              |             | 2043-0145/0 |                                                                       |
| Voormalig Chirurgisch Instituut                                                               | 18/01/2007       | 1925 Antoine Pompe                          | Modernisme                               | Ziekenhuis                   | BODUOGNATUSSTRAAT 12 - 14                                                                       |             | 2043-0777/0 |                                                                       |
| Deprez-Van de Veldehuis                                                                       | 21/06/1971       | 1895-1897 Victor Horta                      | Art nouveau                              | Herenhuis                    | BODUOGNATUSSTRAAT 14, PALMERSTONLAAN 3                                                          |             | 2043-0029/0 | Deprez-Van de Veldehuis                                               |
| Huis Van Dijck                                                                                | 08/08/1988       | 1900 Gustave Strauven                       | Art nouveau                              | Huis                         | CLOVISLAAN 85 - 87                                                                              |             | 2043-0123/0 | Huis Van Dijck                                                        |
| Eige huis van de architect E. Ramaekers                                                       | 03/05/2007       | 1899 Edouard RAMAEKERS                      | Art nouveau, Neogotisch                  | Huis                         | CORREGGIOSTRAAT 35                                                                              |             | 2043-0745/0 | Eige huis van de architect E. Ramaekers                               |
| Meeûssquare - Brussel                                                                         | 08/11/1972       |                                             |                                          | Plantsoen                    | DE MEEUSSQUARE 0                                                                                |             | 2043-0033/0 | Meeûssquare - Brussel                                                 |
| Neoclassicistisch herenhuis                                                                   | 28/03/1996       | 1860 H.L.F. Partoes                         | Neoclassicisme                           | Huis                         | DE MEEUSSQUARE 4                                                                                |             | 2043-0318/0 | Neoclassicistisch herenhuis                                           |
| Neoclassicistisch herenhuis                                                                   | 28/03/1996       | 1860 C. Carpentier                          | Neoclassicisme, Eclecticisme             | Herenhuis                    | DE MEEUSSQUARE 28                                                                               |             | 2043-0320/0 | Neoclassicistisch herenhuis                                           |
| Art-nouveauhuis                                                                               | 09/02/2006       | 1901 Léon Delune                            | Art nouveau                              | Huis                         | EBURONENSTRAAT 52                                                                               |             | 2043-0746/0 | Art-nouveauhuis                                                       |
| Art-nouveauhuis                                                                               | 02/07/1998       | 1898 Armand VAN WAESBERGHE                  | Art nouveau                              | Huis                         | FILIPS DE GOEDESTRAAT 55                                                                        |             | 2043-0514/0 | Art-nouveauhuis                                                       |
| Art-nouveauhuis                                                                               | 08/08/1988       | 1902 Victor TAELEMANS                       | Art nouveau                              | Huis                         | FILIPS DE GOEDESTRAAT 70                                                                        |             | 2043-0143/0 | Art-nouveauhuis                                                       |
| Frère-Orbansquare                                                                             | 04/10/1974       |                                             |                                          | Plantsoen                    | FRERE-ORBANSQUARE 0                                                                             |             | 2043-0035/0 | Frère-Orbansquare                                                     |
| Neoclassicistische huizen                                                                     | 01/10/1981       | 1860 Jean-Pierre CLUYSENAAR                 | Neoclassicistisch                        | Herenhuis                    | FRERE-ORBANSQUARE 0, WETENSCHAPSSTRAAT 14A - 14, NIJVERHEIDSSTRAAT 29A - 31                     |             | 2043-0073/0 | Neoclassicistische huizen                                             |
| Sint-Jozefkerk                                                                                | 13/05/1981       | 1842-1849 T.-F. SUYS                        | Eclecticisme, Neo-Italiaanse renaissance | Kerk                         | FRERE-ORBANSQUARE 1                                                                             |             | 2043-0072/0 | Sint-Jozefkerk                                                        |
| Neoclassicistisch huis                                                                        | 20/07/1993       | 1851 FRANÇOIS DERRE                         | Neoclassicisme                           | Herenhuis                    | GUIMARDSTRAAT 14                                                                                |             | 2043-0214/0 | Neoclassicistisch huis                                                |
| Neoclassicistisch huis                                                                        | 20/07/1993       | 1851 FRANÇOIS DERRE                         | Neoclassicisme                           | Herenhuis                    | GUIMARDSTRAAT 16                                                                                |             | 2043-0215/0 | Neoclassicistisch huis                                                |
| Neoclassicistisch huis                                                                        | 20/07/1993       | 1851 FRANÇOIS DERRE                         | Neoclassicisme                           | Herenhuis                    | GUIMARDSTRAAT 18                                                                                |             | 2043-0216/0 | Neoclassicistisch huis                                                |
| Art-nouveauhuizen                                                                             | 22/04/1999       | 1899 Armand Van Waesberghe                  | Art nouveau                              | Architecturaal geheel        | GUTENBERGSQUARE 5 - 19                                                                          |             | 2043-0531/0 |                                                                       |
| Atelier Marcel Hastir                                                                         | 23/03/2006       | 1860                                        | Neoclassicistisch                        | Kunstenaarswoning en atelier | HANDELSSTRAAT 51                                                                                |             | 2043-0502/0 | Atelier Marcel Hastir                                                 |
| Huis G. Hele - Maison de la Francité                                                          | 15/07/1993       | 1850-1853                                   | Classicistisch eclecticisme              | Herenhuis                    | JOZEF II-STRAAT 18                                                                              |             | 2043-0288/0 | Huis G. Hele - Maison de la Francité                                  |
| Neoclassicistisch huis                                                                        | 28/03/1996       |                                             | Neoclassicisme, Eclecticisme             | Burgerhuis                   | JOZEF II-STRAAT 20                                                                              |             | 2043-0313/0 | Neoclassicistisch huis                                                |
| Neoclassicistisch huis                                                                        | 28/03/1996       | 1860                                        | Neoclassicisme                           | Huis                         | JOZEF II-STRAAT 34                                                                              |             | 2043-0314/0 | Neoclassicistisch huis                                                |
| Geheel van eclectische woningen                                                               | 28/03/1996       | 1860 Félix Pauwels                          | Eclecticisme                             | Architecturaal geheel        | JOZEF II-STRAAT 50 - 52                                                                         |             | 2043-0315/0 | Geheel van eclectische woningen                                       |
| Geheel van twee art-nouveauhuizen                                                             |                  | 1898 Gustave Strauven                       | Art nouveau                              | Architecturaal geheel        | JOZEF II-STRAAT 148 - 150                                                                       |             | 2043-0528/0 | Geheel van twee art-nouveauhuizen                                     |
| Jubelpark                                                                                     | 18/11/1976       |                                             |                                          | Park                         | JUBELPARK 0, OUDERGEMSELAAN 0, KORTENBERGLAAN 0,                                                |             | 2043-0061/0 | Jubelpark                                                             |
| Koninklijk Instituut voor het Kunstpatrimonium (KIK)                                          | 29/11/2007       | 1962 Charles Rimanque                       | Functionalisme                           | Onbepaald                    | JUBELPARK 1                                                                                     |             | 2043-0771/0 |                                                                       |
| Jubelpark - Koninklijke Musea voor Kunst en Geschiedenis                                      | 29/06/1984       | 1872-1905 Gédéon Bordiau en Charles Girault | Neoclassicistisch                        | Varia                        | JUBELPARK 2, JUBELPARK 10, JUBELPARK 1A, JUBELPARK 9, JUBELPARK 10A, JUBELPARK 13, JUBELPARK 12 |             | 2043-0089/0 | Jubelpark - Koninklijke Musea voor Kunst en Geschiedenis              |
| Art-nouveauhuis                                                                               | 28/02/1991       | 1900 Josse Van Kriekinge                    | Art nouveau                              | Huis                         | KARDINAALSSTRAAT 46                                                                             |             | 2043-0121/0 | Art-nouveauhuis                                                       |
| Voormalig huis en atelier van kunstschilder Rogiers                                           | 08/08/1988       | 1898 Paul Hamesse                           | Art nouveau                              | Kunstenaarswoning en atelier | KEIZER KARELSTRAAT 103                                                                          |             | 2043-0125/0 | Voormalig huis en atelier van kunstschilder Rogiers                   |
| Leopoldpark                                                                                   | 18/11/1976       |                                             |                                          | Park                         | PARK LEOPOLD 0, ETTERBEEKSESTEENWEG 0, BELLIARDSTRAAT                                           |             | 2043-0062/0 | Leopoldpark                                                           |
| Vleugel van het oud Klooster van het Koninklijk Instituut voor Natuurwetenschappen van België | 26/01/1987       | 1857 E. CELS                                | Neoromaans                               | Klooster                     | PARK LEOPOLD 0a                                                                                 |             | 2043-0117/0 |                                                                       |
| Solvay Instituut                                                                              | 08/08/1988       | 1901-1902 Constant BOSMANS, Henri VANDEVELD |                                          | School                       | PARK LEOPOLD 0c                                                                                 |             | 2043-0146/0 | Solvay Instituut                                                      |
| Kerk en klooster van de Dominikanen en binnentuin                                             | 16/06/2005       | 1904-1906 BIOLLEY, CORTHOUTS                | Neogotisch                               | Gebouw en omgeving           | RENAISSANCELAAN 40, LEYSSTRAAT 5                                                                |             | 2043-0306/0 | Kerk en klooster van de Dominikanen en binnentuin                     |
| Eigen woning van de architect Gustave Strauven                                                | 06/05/2004       | 1905 Gustave STRAUVEN                       | Art nouveau                              | Huis                         | CALVIJNSTRAAT 5, LUTHERSTRAAT 28                                                                |             | 2043-0553/0 |                                                                       |
| Eclectisch huis                                                                               | 28/03/1996       | 1904 G. DIAZ                                | Eclecticisme, Art nouveau                | Huis                         | LUXEMBURGSTRAAT 15                                                                              |             | 2043-0316/0 | Eclectisch huis                                                       |
| Geheel van neoclassicistische huizen                                                          | 28/03/1996       | 1855-1856 FRANÇOIS DERRE                    | Neoclassicisme, Eclecticisme             | Architecturaal geheel        | LUXEMBURGSTRAAT 20 - 22                                                                         |             | 2043-0317/0 | Geheel van neoclassicistische huizen                                  |
| Geheel van eclectische huizen                                                                 | 16/09/1985       | 1895-1896 Alexis DUMONT, A. GELLE, Jules    | Eclecticisme                             | Huis                         | MARIA-LOUIZASQUARE 69 - 79                                                                      |             | 2043-0098/0 | Geheel van eclectische huizen                                         |
| Auguste Van Hammehuis                                                                         | 31/08/1982       | 1907 A. DIERICKX                            | Beaux-Arts                               | Herenhuis                    | MARNIXLAAN 21                                                                                   |             | 2043-0076/0 | Auguste Van Hammehuis                                                 |
| Okkernoot (Juglans regia)                                                                     |                  |                                             |                                          | Opmerkelijke boom            | MICHEL ANGELOLAAN 69                                                                            |             | 2043-0768/0 |                                                                       |
| Art-nouveauhuis                                                                               | 05/07/2007       | 1899 Victor TAELEMANS                       | Art nouveau                              | Huis                         | MICHEL ANGELOLAAN 80                                                                            |             | 2043-0724/0 | Art-nouveauhuis                                                       |
| Geheel van neoclassicistische huizen                                                          | 04/04/1996       |                                             | Neoclassicisme                           | Architecturaal geheel        | MONTOYERSTRAAT 26 - 28                                                                          |             | 2043-0261/0 | Geheel van neoclassicistische huizen                                  |
| Huis Malou                                                                                    | 04/04/1996       | 1856 C. GOEVAERT                            | Neoclassicistisch                        | Herenhuis                    | MONTOYERSTRAAT 61                                                                               |             | 2043-0264/0 | Huis Malou                                                            |
| Plataan (Platanus x hispanica)                                                                |                  |                                             |                                          | Opmerkelijke boom            | NEWTONSTRAAT 0                                                                                  |             | 2043-0803/0 |                                                                       |
| Paviljoen der Menselijke Driften                                                              | 18/11/1976       | 1889 Victor Horta                           | Classicisme                              | Paviljoen                    | OUDERGEMSELAAN 0a                                                                               |             | 2043-0057/0 | Paviljoen der Menselijke Driften                                      |
| Uitbreiding van het Van Eetveldehuis                                                          | 21/06/1971       | 1899-1900 Victor Horta                      | Art nouveau                              | Herenhuis                    | PALMERSTONLAAN 2                                                                                |             | 2043-0028/0 | Uitbreiding van het Van Eetveldehuis                                  |
| Huis Edmond Van Eetvelde                                                                      | 18/11/1976       | 1895-1897 Victor Horta                      | Art nouveau                              | Herenhuis                    | PALMERSTONLAAN 4 - 6                                                                            |             | 2043-0058/0 | Huis Edmond Van Eetvelde                                              |
| Libanese ceder (Cedrus libanii)                                                               | 06/05/1993       |                                             |                                          | Opmerkelijke boom            | PALMERSTONLAAN 20                                                                               |             | 2043-0194/0 | Libanese ceder (Cedrus libanii)                                       |
| Koninklijke Militaire School                                                                  | 23/03/1994       | 1900-1909 Henri Maquet                      | Eclecticisme                             | Kazerne                      | KORTENBERGLAAN 115, RENAISSANCELAAN 27 - 33                                                     |             | 2043-0295/0 | Koninklijke Militaire School                                          |
| Art-nouveauhuis                                                                               | 30/03/2006       | 1899 Gustave STRAUVEN                       | Art nouveau                              | Huis                         | SAINT-QUENTINSTRAAT 30                                                                          |             | 2043-0722/0 | Art-nouveauhuis                                                       |
| Art-nouveauhuis                                                                               | 30/03/2006       | 1899 Gustave STRAUVEN                       | Art nouveau                              | Huis                         | SAINT-QUENTINSTRAAT 32                                                                          |             | 2043-0723/0 | Art-nouveauhuis                                                       |
| Voormalig atelier en huis van kunstschilder Parmentier                                        | 09/07/1992       | 1905 Dolf VAN ROY                           |                                          | Kunstenaarswoning en atelier | TOULOUSESTRAAT 47                                                                               |             | 2043-0203/0 | Voormalig atelier en huis van kunstschilder Parmentier                |
| Geheel van eclectische herenhuizen                                                            | 04/04/1996       | 1875                                        | Classicistisch eclecticisme              | Architecturaal geheel        | TRIERSTRAAT 53 - 57                                                                             |             | 2043-0253/0 | Geheel van eclectische herenhuizen                                    |
| Art-nouveauhuis                                                                               | 30/03/2006       | 1902 Gustave Strauven                       | Art nouveau                              | Huis                         | TROONSAFSTANDSSTRAAT 4                                                                          |             | 2043-0726/0 | Art-nouveauhuis                                                       |
| Eigen huis van de beeldhouwer Pierre Braecke                                                  | 04/12/1997       | 1901-1903 Victor Horta                      | Art nouveau                              | Kunstenaarswoning            | TROONSAFSTANDSSTRAAT 31                                                                         |             | 2043-0470/0 | Eigen huis van de beeldhouwer Pierre Braecke                          |
| Kwachethuis                                                                                   | 29/02/1984       | 1901 Gustave STRAUVEN                       | Art nouveau                              | Huis                         | VAN CAMPENHOUTSTRAAT 51                                                                         |             | 2043-0087/0 | Kwachethuis                                                           |
| Zelkova (Zelkova serrata)                                                                     |                  |                                             |                                          | Opmerkelijke boom            | VAUTIERSTRAAT 31                                                                                |             | 2043-0812/0 |                                                                       |
| Geheel van classicistische herenhuizen                                                        |                  |                                             | Classicistisch eclecticisme              | Architecturaal geheel        | WETENSCHAPSSTRAAT 27 - 35                                                                       |             | 2043-0249/0 | Geheel van classicistische herenhuizen                                |
| Neoclassicistisch herenhuis                                                                   |                  | 1856 C. GOEVAERT                            | Neoclassicistisch                        | Herenhuis                    | WETSTRAAT 65                                                                                    |             | 2043-0263/0 | Neoclassicistisch herenhuis                                           |
| Neoclassicistisch huis                                                                        | 20/10/1994       | 1880                                        | Neoclassicisme                           | Herenhuis                    | WETSTRAAT 70                                                                                    |             | 2043-0250/0 | Neoclassicistisch huis                                                |
| Voormalige Brunner Bank                                                                       | 09/05/1995       | 1860                                        | Neoclassicistisch                        | Bankgebouw                   | WETSTRAAT 78                                                                                    |             | 2043-0251/0 | Voormalige Brunner Bank                                               |
| Neoclassicistisch herenhuis                                                                   | 04/04/1996       | 1870 C. GOEVAERT                            | Neoclassicistisch                        | Herenhuis                    | WETSTRAAT 91                                                                                    |             | 2043-0252/0 | Neoclassicistisch herenhuis                                           |
| Residence Palace                                                                              | 22/04/2004       | 1922-1927 Michel Polak                      | Art deco                                 | Architecturaal geheel        | WETSTRAAT 155                                                                                   |             | 2043-0561/0 | Residence Palace                                                      |
| Art-nouveauhuis                                                                               | 08/08/1988       | 1909 Paul SAINTENOY                         | Art nouveau                              | Huis                         | WILLEM DE ZWIJGERSTRAAT 34                                                                      |             | 2043-0142/0 | Art-nouveauhuis                                                       |

## Uitbreiding Zuid
| Object                                                                        | Datum beschermd? | Bouwjaar/architect                                 | Stijl                | Typologie                    | Adres                                                  | Coördinaten | Id-nummer?  | Afbeelding                                                                    |
| ----------------------------------------------------------------------------- | ---------------- | -------------------------------------------------- | -------------------- | ---------------------------- | ------------------------------------------------------ | ----------- | ----------- | ----------------------------------------------------------------------------- |
| Koningstuinen                                                                 | 18/11/1976       |                                                    |                      | Plantsoen                    | BELLEVUESTRAAT 0, BRAAMBOSSTRAAT 0, LOUIZALAAN 0       |             | 2043-0056/0 | Koningstuinen                                                                 |
| Ter Kamerenabdij - tuinen op Brussel                                          | 30/03/1989       |                                                    |                      | Groene omgeving van een kerk | EMILE DE MOTLAAN 0, MUNSTERSTRAAT 0, EMILE DURAYLAAN 0 |             | 2043-0158/0 | Ter Kamerenabdij - tuinen op Brussel                                          |
| Huis Wielemans en tuin                                                        | 22/09/1994       | 1925 Adrien Blomme                                 | Art deco             | Herenhuis                    | DEFACQZSTRAAT 14                                       |             | 2043-0294/0 | Huis Wielemans en tuin                                                        |
| Otlethuis                                                                     | 06/05/1984       | 1894 Octave Van Rysselberghe en Henry Van de Velde | Art nouveau          | Herenhuis                    | FLORENCESTRAAT 13, LIVORNOSTRAAT 48                    |             | 2043-0088/0 | Otlethuis                                                                     |
| Le Royal Etrier belge (manege)                                                | 24/01/2008       | 1929 Gaston IDE                                    | Art deco             | Sportcomplex                 | GROENEJAGERSVELD 19 - 20                               |             | 2043-0741/0 | Le Royal Etrier belge (manege)                                                |
| Huis Tassel                                                                   | 18/11/1976       | 1905 Victor Horta                                  | Art nouveau          | Herenhuis                    | PAUL EMILE JANSONSTRAAT 6                              |             | 2043-0059/0 | Huis Tassel                                                                   |
| Huis de Brouckère                                                             | 04/12/1997       | 1900 Octave Van Rysselberghe en Henry Van de Velde | Art nouveau          | Voornaam herenhuis           | JAKOB JORDAENSSTRAAT 34                                |             | 2043-0513/0 |                                                                               |
| Voormalige stallen en tuin van het Huis Solvay                                | 22/04/1999       | 1899 Constant BOSMANS, Henri VANDEVELD             | Eclecticisme         | Stallingen                   | LENSSTRAAT 27, LOUIZALAAN 224                          |             | 2043-0063/1 |                                                                               |
| Max Hallethuis                                                                | 16/10/1975       | 1904 Victor Horta                                  | Art nouveau          | Voornaam herenhuis           | LOUIZALAAN 346                                         |             | 2043-0042/0 | Max Hallethuis                                                                |
| Huis Solvay                                                                   | 07/04/1977       | 1894-1898 Victor Horta                             | Art nouveau          | Herenhuis                    | LOUIZALAAN 224                                         |             | 2043-0063/0 | Huis Solvay                                                                   |
| Huis Godefroid                                                                | 08/08/1988       | 1874 Henri BEYAERT                                 | Eclecticisme         | Herenhuis                    | LOUIZALAAN 73                                          |             | 2043-0095/0 |                                                                               |
| Huis Lunden                                                                   | 08/08/1988       | 1898-1900 Paul Saintenoy                           | Art nouveau          | Herenhuis                    | LOUIZALAAN 81                                          |             | 2043-0096/0 | Huis Lunden                                                                   |
| Eclectisch herenhuis                                                          | 30/03/1989       | 1873-1874 Henri Maquet                             | Eclecticisme         | Herenhuis                    | LOUIZALAAN 344                                         |             | 2043-0157/0 | Eclectisch herenhuis                                                          |
| Eclectisch herenhuis                                                          | 30/03/1989       | 1879 Henri Maquet                                  | Eclecticisme         | Herenhuis                    | LOUIZALAAN 342                                         |             | 2043-0159/0 | Eclectisch herenhuis                                                          |
| Oktrooipaviljoenen van de voormalige Naamse Poort                             | 02/04/1998       | 1835-1836 Auguste-Jean-Joseph Payen                | Neoclassicisme       | Architecturaal geheel        | LOUIZALAAN 544 - 589                                   |             | 2043-0390/0 | Oktrooipaviljoenen van de voormalige Naamse Poort                             |
| Huis Périer                                                                   | 27/03/1997       | muurschilderingen van Paul Delvaux                 |                      | Huis                         | LOUIZALAAN 573                                         |             | 2043-0465/0 |                                                                               |
| Tamme kastanje en zijn onmiddellijke omgeving                                 |                  |                                                    |                      | Opmerkelijke boom            | LOUIZALAAN 00                                          |             | 2043-0750/2 |                                                                               |
| Art-nouveauhuis                                                               | 13/12/1990       | 1905 Ernest Delune                                 | Art nouveau          | Huis                         | MEERSTRAAT 52 - 54                                     |             | 2043-0188/0 | Art-nouveauhuis                                                               |
| Monument voor tijdens de oorlog gesneuvelde vliegers en luchtschippers        | 30/4/2015        |                                                    |                      |                              | Franklin Rooseveltlaan                                 |             | 2043-0888/0 | Monument voor tijdens de oorlog gesneuvelde vliegers en luchtschippers        |
| Voormalig café-restaurant Le Château                                          | 22/09/1994       | 1902-1910 Léon DELUNE                              | Art nouveau          | Villa                        | NACHTVLINDERSLAAN 0, FRANKLIN ROOSEVELTLAAN 86         |             | 2043-0293/0 | Voormalig café-restaurant Le Château                                          |
| Huis de Bodt                                                                  | 16/03/1995       | 1931-1932 Henry Van de Velde                       | Modernisme           | Herenhuis                    | FRANKLIN ROOSEVELTLAAN 27 - 29                         |             | 2043-0299/0 |                                                                               |
| Mammoetboom (Sequoiadendron giganteum)                                        |                  |                                                    |                      | Opmerkelijke boom            | FRANKLIN ROOSEVELTLAAN 115                             |             | 2043-0382/0 |                                                                               |
| Huis Empain                                                                   |                  | 1930 Michel Polak                                  | Art deco, Modernisme | Villa en tuin                | VICTORIALAAN 35, FRANKLIN ROOSEVELTLAAN 67             |             | 2043-0518/0 | Huis Empain                                                                   |
| Huis Empain                                                                   | 29/03/2007       | 1930 Michel Polak                                  | Art deco, Modernisme | Villa en tuin                | VICTORIALAAN 35, FRANKLIN ROOSEVELTLAAN 67             |             | 2043-0518/2 |                                                                               |
| Appartementsgebouw, persoonlijke woning en bureau van architect Adrien Blomme | 19/11/2009       | 1929 Adrien BLOMME                                 | Modernisme           | Opmerkelijke boom            | ANTOINE DEPAGELAAN 1, FRANKLIN ROOSEVELTLAAN 52        |             | 2043-0779/0 | Appartementsgebouw, persoonlijke woning en bureau van architect Adrien Blomme |
| Ter Kamerenbos                                                                | 18/11/1976       |                                                    |                      | Park                         | TERKAMERENBOS 0                                        |             | 2043-0060/0 | Ter Kamerenbos                                                                |
| Atlasceder                                                                    |                  |                                                    |                      | Opmerkelijke boom            | TERKAMERENLAAN 70                                      |             | 2043-0562/0 |                                                                               |
| Witte paardekastanje (Aesculus hippocastanum)                                 |                  |                                                    |                      | Opmerkelijke boom            | VAN EYCKSTRAAT 48 - 52                                 |             | 2043-0543/0 |                                                                               |

## Uitbreiding Noord
| Object                              | Datum beschermd? | Bouwjaar/architect      | Stijl                    | Typologie                 | Adres                             | Coördinaten | Id-nummer?  | Afbeelding                          |
| ----------------------------------- | ---------------- | ----------------------- | ------------------------ | ------------------------- | --------------------------------- | ----------- | ----------- | ----------------------------------- |
| Voormalig huis van de bareelwachter | 20/05/2010       |                         | Neoclassicisme           | Huis                      | ANTWERPSESTEENWEG 291             |             | 2043-0430/0 | Voormalig huis van de bareelwachter |
| Chambon doorgang                    | 19/04/2007       | 1911-1913 Alban Chambon | Eclecticisme             | Brug                      | KONINGINNELAAN 0                  |             | 2043-0536/0 |                                     |
| Voormalige gebouwen Aubert-Blaton   |                  | 1865-1927               | Industriële architectuur | Fabriek - groot           | PAVILJOENSTRAAT 4                 |             | 2043-0411/0 | Voormalige gebouwen Aubert-Blaton   |
| Familistère GODIN                   | 08/08/1988       | 1887                    | Eclecticisme             | Sociale huisvesting >1919 | WERKHUIZENKAAI 156 - 157          |             | 2043-0150/0 | Familistère GODIN                   |
| De Mestback                         | 15/01/1998       | 1901-1904               | Eclecticisme             | Industrieel gebouw        | WILLEBROEKKAAI 22, RUIMINGSKAAI 1 |             | 2043-0398/0 | De Mestback                         |

## Laken
| Object                                                 | Datum beschermd? | Bouwjaar/architect          | Stijl                     | Typologie                                        | Adres                                                                      | Coördinaten | Id-nummer?    | Afbeelding                                             |
| ------------------------------------------------------ | ---------------- | --------------------------- | ------------------------- | ------------------------------------------------ | -------------------------------------------------------------------------- | ----------- | ------------- | ------------------------------------------------------ |
| Station van het Koninklijk Domein van Laken            | 26/09/1996       |                             | Neoclassicistisch         | Station                                          | ALBERTSTRAAT 0, VILVOORDSESTEENWEG 0, PALEIZENSTRAAT OVER DE BRUGGEN 0     |             | 2043-0370/0   |                                                        |
| Osseghempark                                           | 16/10/1975       |                             |                           | Park                                             | ATOMIUMLAAN 0, ATOMIUMSQUARE 0, EEUWFEESTLAAN 0, LOUIS                     |             | 2043-0036/0   | Osseghempark                                           |
| Huis Moureau                                           | 06/07/2006       | 1951 Willy VAN DER MEEREN   | Modernisme                | Huis                                             | ADRIEN BAYETLAAN 11                                                        |             | 2043-0796/0   | Huis Moureau                                           |
| Voormalig gemeentehuis van Laken                       | 13/04/1995       | 1907 Paul BONDUELLE         | Eclecticisme              | Gemeentehuis                                     | EMILE BOCKSTAELLAAN 246                                                    |             | 2043-0395/0   | Voormalig gemeentehuis van Laken                       |
| Clementinasquare                                       | 12/06/1997       |                             |                           | Plantsoen                                        | CLEMENTINASQUARE 0                                                         |             | 2043-0360/0   | Clementinasquare                                       |
| Geheel van twee art-nouveauhuizen                      | 06/11/2003       | 1911 Fernand BRUNFAUT       | Eclecticisme, Art nouveau | Architecturaal geheel volgens spiegelbeeldschema | DE SMET DE NAEYERLAAN 538 - 540                                            |             | 2043-0657/0   |                                                        |
| Zuileik (Quercus robur f. fastigiata)                  |                  |                             |                           | Opmerkelijke boom                                | DE VRIERESTRAAT 63 - 65                                                    |             | 2043-0816/0   |                                                        |
| Sociale woningen van de Lakense Haard                  | 16/03/1995       | 1921 SELLY, Paul ROBBERECHT | Art deco                  | Sociale huisvesting                              | EMILE DELVASTRAAT 77                                                       |             | 2043-0183/04  | Sociale woningen van de Lakense Haard                  |
| Sociale woningen van de Lakense Haard                  | 16/03/1995       | 1921 Jean-Baptiste DEWIN    | Art deco                  | Sociale huisvesting                              | EMILE DELVASTRAAT 79 - 81                                                  |             | 2043-0183/03  | Sociale woningen van de Lakense Haard                  |
| Sociale woningen van de Lakense Haard                  | 16/03/1995       | 1921 Joseph DIONGRE         | Art deco                  | Sociale huisvesting                              | EMILE DELVASTRAAT 83                                                       |             | 2043-0183/02  | Sociale woningen van de Lakense Haard                  |
| Sociale woningen van de Lakense Haard                  | 16/03/1995       | 1921 Paul BONDUELLE         | Art deco                  | Sociale huisvesting                              | VICTOR MABILLESTRAAT 9, EMILE DELVASTRAAT 85 - 87                          |             | 2043-0183/01  | Sociale woningen van de Lakense Haard                  |
| Sociale woningen van de Lakense Haard                  | 16/03/1995       | 1921 Adolphe PUISSANT       | Art deco                  | Sociale huisvesting                              | FINEAUSTRAAT 1 - 3                                                         |             | 2043-0183/12  | Sociale woningen van de Lakense Haard                  |
| Sociale woningen van de Lakense Haard                  | 16/03/1995       | 1920 Paul BONDUELLE         | Beaux-Arts                | Sociale huisvesting                              | FINEAUSTRAAT 5 - 7                                                         |             | 2043-0183/11  | Sociale woningen van de Lakense Haard                  |
| Sociale woningen van de Lakense Haard                  | 16/03/1995       | 1921 SELLY, Paul ROBBERECHT | Premodernisme             | Sociale huisvesting                              | FINEAUSTRAAT 9 - 11                                                        |             | 2043-0183/10  | Sociale woningen van de Lakense Haard                  |
| Sociale woningen van de Lakense Haard                  | 16/03/1995       | 1921 Joseph VAN NECK        | Art deco                  | Sociale huisvesting                              | FINEAUSTRAAT 13 - 15                                                       |             | 2043-0183/09  | Sociale woningen van de Lakense Haard                  |
| Sociale woningen van de Lakense Haard                  | 16/03/1995       | 1921 Joseph DIONGRE         | Art deco                  | Sociale huisvesting                              | FINEAUSTRAAT 17                                                            |             | 2043-0183/08  | Sociale woningen van de Lakense Haard                  |
| Sociale woningen van de Lakense Haard                  | 16/03/1995       | 1920 Joseph DIONGRE         | Art deco                  | Sociale huisvesting                              | FINEAUSTRAAT 21                                                            |             | 2043-0183/07  | Sociale woningen van de Lakense Haard                  |
| Sociale woningen van de Lakense Haard                  | 16/03/1995       | 1921 Joseph VAN NECK        | Premodernisme             | Sociale huisvesting                              | FINEAUSTRAAT 23 - 25                                                       |             | 2043-0183/06  | Sociale woningen van de Lakense Haard                  |
| Sociale woningen van de Lakense Haard                  | 16/03/1995       | 1921 Joseph DIONGRE         | Art deco                  | Sociale huisvesting                              | EMILE DELVASTRAAT 75, FINEAUSTRAAT 27                                      |             | 2043-0183/05  | Sociale woningen van de Lakense Haard                  |
| Sociale woningen van de Lakense Haard                  | 16/03/1995       | 1921 Jean-Baptiste DEWIN    | Art deco                  | Sociale huisvesting                              | FINEAUSTRAAT 0, FRANSMANSTRAAT 94                                          |             | 2043-0183/F94 | Sociale woningen van de Lakense Haard                  |
| Prins Karelsquare                                      |                  |                             |                           | Plantsoen                                        | PRINS KARELSQUARE 0, DE VRIERESTRAAT 0, MEDORISTRAAT 0,                    |             | 2043-0359/0   |                                                        |
| Voormalig station van Laken                            | 26/09/1996       | 1880                        | Neorenaissance            | Station                                          | ONZE-LIEVE-VROUWVOORPLEIN 0, KERKEVELDSTRAAT 2                             |             | 2043-0369/0   |                                                        |
| Monument aan de Arbeid                                 | 28/09/1995       | 1893-1905                   |                           | Monument, standbeeld, ...                        | JACHTENKAAI 0, KONINGINNELAAN 0, CLAESSENSSTRAAT 0, JULES DE TROOZSQUARE 0 |             | 2043-0332/0   | Monument aan de Arbeid                                 |
| Park van Laken (openbaar)                              | 17/09/1974       |                             |                           | Park                                             | VORSTENHUISLAAN 0, ABELENLAAN 0, KONINKLIJK PARKLAAN 0                     |             | 2043-0034/0   | Park van Laken (openbaar)                              |
| 21 julisquare                                          |                  |                             |                           | Plantsoen                                        | KONINKLIJK PARKLAAN 0, WIJNGAARDENSTRAAT 0                                 |             | 2043-0357/0   | 21 julisquare                                          |
| Voormalige Etablissements Byrrh                        | 22/05/1997       | 1905 Anatole LAQUIERRE      | Industriële archeologie   | Fabriek - middelgroot                            | DIEUDONNE LEFEVRESTRAAT 4                                                  |             | 2043-0401/0   | Voormalige Etablissements Byrrh                        |
| Prins Leopoldsquare                                    |                  |                             |                           | Plantsoen                                        | PRINS LEOPOLDSQUARE 0                                                      |             | 2043-0358/0   |                                                        |
| Voormalige bioskoop Rio                                |                  |                             | Niet gedefinieerd         | Spektakelzaal                                    | MARIA-CHRISTINASTRAAT 100 - 102                                            |             | 2043-0481/1   | Voormalige bioskoop Rio                                |
| Twee Oosterse platanen (Platanus orientalis)           |                  |                             |                           | Opmerkelijke boom                                | MOLENBEEKSESTRAAT 194                                                      |             | 2043-0821/0   |                                                        |
| Koor van de voormalige Onze-Lieve-Vrouwekerk van Laken | 09/03/1936       |                             | Gotisch                   | Kerk                                             | ONZE-LIEVE-VROUWVOORPLEIN 0                                                |             | 2043-0008/0   | Koor van de voormalige Onze-Lieve-Vrouwekerk van Laken |
| Mausoleum F. Nicolay                                   | 14/04/1994       |                             |                           | Grafmonument, mausoleum, ...                     | ONZE-LIEVE-VROUWVOORPLEIN 0                                                |             | 2043-0192/0   |                                                        |
| 14 grafmonumenten                                      | 06/02/1997       |                             |                           | Monument, standbeeld, ...                        | ONZE-LIEVE-VROUWVOORPLEIN 0                                                |             | 2043-0437/0   | 14 grafmonumenten                                      |
| Grafgalerijen in het Kerkhof van Laken                 | 06/02/1997       |                             | Neoclassicistisch         | Galerij                                          | ONZE-LIEVE-VROUWVOORPLEIN 0                                                |             | 2043-0484/0   | Grafgalerijen in het Kerkhof van Laken                 |
| Voormalig atelier en huis van beeldhouwer Ernest Salu  | 14/05/1992       | 1872                        | Eclecticisme              | Kunstenaarswoning en atelier                     | LEOPOLD I-STRAAT 17, ONZE-LIEVE-VROUWVOORPLEIN 16                          |             | 2043-0184/0   |                                                        |
| Begraafplaats van Laken                                | 14/01/1999       |                             |                           | Groene begraafplaats                             | LEOPOLD I-STRAAT 0, KUNSTENAARSSTRAAT 0,                                   |             | 2043-0517/0   |                                                        |
| Eerste gemeentehuis van Laken                          | 13/04/1995       | 1842-1864                   | Neoclassicisme            | Gemeentehuis                                     | PALEIZENSTRAAT OVER DE BRUGGEN 458 - 460                                   |             | 2043-0394/0   |                                                        |
| Palfynsquare                                           |                  |                             |                           | Plantsoen                                        | JAN PALFYNSQUARE 0, GENERAAL DE CEUNINCKLAAN 0, JAN                        |             | 2043-0356/0   |                                                        |
| Park van de Sint-Annadreef                             |                  |                             |                           | Park                                             | SINT-ANNADREEF 0, KONINKLIJK PARKLAAN 0, ABELENLAAN 0                      |             | 2043-0355/0   | Park van de Sint-Annadreef                             |
| Sobieskipark en Koloniale Tuin                         |                  |                             |                           | Park                                             | JAN SOBIESKILAAN 0, EBBEBOMENLAAN 0, WITTE-ACACIALAAN 0                    |             | 2043-0354/0   | Sobieskipark en Koloniale Tuin                         |
| Sobieskibrug                                           | 14/03/1996       | 1906                        | Eclecticisme              | Brug                                             | WITTE-ACACIALAAN 0a, JAN SOBIESKILAAN 0                                    |             | 2043-0397/0   | Sobieskibrug                                           |
| Rode beuk (Fagus sylvatica f.purpurea)                 |                  |                             |                           | Opmerkelijke boom                                | JAN SOBIESKILAAN 9 - 11                                                    |             | 2043-0802/0   |                                                        |
| Voormalige kapel van het Brugmannhospitaal             | 14/04/2005       | 1905 Victor Horta           | Art nouveau               | Kapel                                            | ARTHUR VAN GEHUCHTENPLEIN 2 - 4                                            |             | 2043-0742/0   |                                                        |
| Tuin van het Chinees paviljoen                         | 12/06/1997       |                             |                           | Park                                             | VUURKRUISENLAAN 0, VAN PRAETLAAN 0                                         |             | 2043-0366/0   | Tuin van het Chinees paviljoen                         |

## Neder-Over-Heembeek
| Object                                                          | Datum beschermd? | Bouwjaar/architect | Stijl                   | Typologie         | Adres                                   | Coördinaten | Id-nummer?  | Afbeelding                       |
| --------------------------------------------------------------- | ---------------- | ------------------ | ----------------------- | ----------------- | --------------------------------------- | ----------- | ----------- | -------------------------------- |
| Hoeve Den Bels en zijn boomgaard, ook de Laskouterhoeve genaamd | 01/04/2010       | 1750-1850          | Landelijke architectuur | Hoeve             | WEILANDSTRAAT 0, BEIZEGEMSTRAAT 56      |             | 2043-0595/0 |                                  |
| Kluispark of Meudonpark                                         | 17/04/1997       |                    |                         | Park              | BEUKENOOTJESSTRAAT 39, BOSDUIFSTRAAT 0, |             | 2043-0367/0 | Kluispark of Meudonpark          |
| Paulownia tomentosa                                             | 22/12/2010       |                    |                         | Opmerkelijke boom | Ransbeekstraat                          |             | 2043-0872/0 |                                  |
| Voormalige Sint-Niklaaskerk                                     | 14/03/1940       |                    |                         | Kerk              | SINT-NIKOLAASPLEIN 5                    |             | 2043-0015/0 | Voormalige Sint-Niklaaskerk      |
| Ingangspaviljoenen Meudonkasteel                                |                  |                    |                         |                   | VILVOORDSESTEENWEG 144                  |             | 2043-0255/1 | Ingangspaviljoenen Meudonkasteel |

## Haren
| Object                                   | Datum beschermd? | Bouwjaar/architect | Stijl   | Typologie                                  | Adres                                      | Coördinaten | Id-nummer?  | Afbeelding                     |
| ---------------------------------------- | ---------------- | ------------------ | ------- | ------------------------------------------ | ------------------------------------------ | ----------- | ----------- | ------------------------------ |
| Kortenbachhoeve of Castrum               | 08/08/1988       |                    |         | Hoeve                                      | GANZENWEIDESTRAAT 239                      |             | 2043-0151/0 | Kortenbachhoeve of Castrum     |
| Moerassige weilanden van de Castrumhoeve | 18/07/1996       |                    |         | Groene omgeving van een boerderij of molen | GANZENWEIDESTRAAT 0                        |             | 2043-0326/0 |                                |
| Sint-Elisabethkerk                       | 07/04/1944       |                    | Gotisch | Kerk                                       | KORTENBACHSTRAAT 0, SINT-ELISABETHSTRAAT 0 |             | 2043-0018/0 | Sint-Elisabethkerk             |
| Sint-Elisabethkerk en omgeving           | 22/10/1985       |                    |         | Kerk en omgeving                           | KORTENBACHSTRAAT 0, SINT-ELISABETHSTRAAT 0 |             | 2043-0103/0 | Sint-Elisabethkerk en omgeving |
| Es (Fraxinus excelsior)                  |                  |                    |         | Opmerkelijke boom                          | KORTENBACHSTRAAT 11                        |             | 2043-0384/0 |                                |